# Килийский район
Килийский район (укр. Кілійський район) — бывшая административно-территориальная единица Одесской области Украины. Располагалась в юго-западной части области на левом берегу устьевой части реки Дуная и занимала территорию площадью 135 870 гектаров.
Район образован 11 ноября 1940 года, сначала в составе Аккерманской области, а с декабря того же года — Измаильской области. 15 февраля 1954 года территория района включена в состав Одесской области.
Район ликвидирован 17 июля 2020 года в рамках административно-территориальной реформы на Украине.
Население района проживает в 20 населённых пунктах, из них 2 города, 16 сёл и 2 посёлка, входящих в 2 городских и 13 сельских совета. Административный центр района — город Килия.
Промышленность района представлена предприятиями добывающей, пищевой промышленности, переработки сельскохозяйственных продуктов, и машиностроения. Район имеет мощный потенциал для развития туристических услуг. В районе имеются запасы кирпичного сырья (под пашней), строительного камня (известняка) и строительного песка. Большая территория района занята под чеками для выращивания риса.
На территории района расположены 92 объекта социальной сферы: 24 общеобразовательных учебных заведений, 22 детских дошкольных учреждений, 25 библиотек, 21 клуба и Дом культуры.
По территории района проходит автодорога Ростов — Одесса — Рени E 87 М15. Длина автодорог общего пользования составляет 244,1 км, все с твёрдым покрытием. На северо-западе Килийского района расположена станция ветки железнодорожной магистрали Одесса — Измаил — Дзинилор. Район обслуживается водным транспортом через дунайский порт — Усть-Дунайск и портпункты Килия и Вилково. В районе есть 2 сети канализации, в 6 населённых пунктах действует водопровод.
В дельте Дуная на крайнем юго-западе района расположен город Вилково, известное под названием «Украинская Венеция» благодаря многочисленным каналам, прорытым вдоль улиц. На юге расположен один из старейших городов Украины — Килия. В Чёрном море есть единственный на Украине удалённый морской остров — Змеиный, у берегов которого были найдены редкие предметы, возраст которых достигает эпохи античности. Вблизи села Лески создан ботанический заказник местного значения Лески. Значительная часть островов дельты Дуная и большие территории дунайских плавней, в юго-западной части района, входят в состав Дунайского биосферного заповедника. В дельте Дуная на территории Килийского и Измаильского районов создан региональный ландшафтный парк Измаильские острова.

## Физико-географическая характеристика

### Расположение
Килийский район расположен в юго-западной части Украины, на крайнем юго-востоке Одесской области. Территория района простирается на 61 км долготы и на 56 км широты. На западе по суше и частично по озеру Китай район граничит с Измаильском районе. На северо-западе он соседствует с Арцизским районом, на севере — с Татарбунарским районом, граница с которым частично проходит по лиману Сасик. С юга Килийский район ограничен государственной границей с Румынией по реке Дунай. Всего в пределах района пролегают 182 км государственной границы. На востоке территория района ограничена водами Чёрного моря, морское побережье которого достигает в длину почти 60 км. Также к Килийскому району принадлежит ряд островов в дельте Дуная и морской остров Змеиный, отдалённый от материка 37-километровым расстоянием.
На территории района протекают реки Дунай, Когыльник, Струмок, Киргиж-Китай, Алияга.
Расстояние от райцентра до населённых пунктов района достигает 12-38 км автодорогой, в областной Одессы — 209 км. Среднее расстояние между населёнными пунктами Килийского района — 32 км.

### Административно-территориальное устройство
По состоянию на 1 января 2012 года система местного самоуправления Килийского района состоит из 15 административно-территориальных единиц, в том числе 13 сельских и 2 городских советов, которые, в свою очередь, состоят из 20 населённых пунктов, а именно 2 городов районного значения, 16 сёл и 2 посёлков. Власть органов самоуправления 9 сёл и 1 города распространяется только на один населённый пункт; 4 сельских советов и 1 городской имеют в своём составе по 2 населённых пункта. На острове Змеиный содержится единственный на Украине населённый пункт полностью отделённый от материковой суши — посёлок Белое. Районные органы власти — Килийский районный совет и Килийская районная государственная администрация.
Территория Килийского района занимает 135 869,5 га, что составляет 4,08 % площади Одесской области (13 место в области). Из них сельхозугодья занимают 74 038,52 га, под хозяйственными строениями и дворами занято 1 321,14 га, под хозяйственные пути и прогоны — 1268 га, лесные земли — 2501 га, застроенные земли — 3 910,7994 га, болота — 29 566,73 га, открытые земли без растительного покрова или с незначительным покровом — 1 708,8106 га и 21 554,5 га находятся под водой. Общая площадь земель населённых пунктов составляет 7 458,6 га — 5,1 % территории района.
| \| Совет и его населённые пункты \| Админцентр \| Площадь, га \| \| ------------------------------- \| ------------- \| ----------- \| \| Килийский районный совет \| Килия \| 135 900 \| \| Вилковский городской совет \| Вилково \| 34 979 \| \| Посёлок Белое \| Вилково \| 20,05[17] \| \| Город Вилково \| Вилково \| … \| \| Килийский городской совет \| Килия \| 19 456 \| \| Город Килия \| Килия \| … \| \| Василевский сельский совет \| Василевка \| 3 571 \| \| Село Василевка \| Василевка \| 226 \| \| Десантненский сельский совет \| Десантное \| 7 890 \| \| Село Десантное \| Десантное \| 333 \| \| Село Новониколаевка \| Десантное \| 59 \| \| Дмитровский сельский совет \| Дмитровка \| 6 155 \| \| Село Дмитровка \| Дмитровка \| 256 \| \| Лесковский сельский совет \| Лески \| 8 319 \| \| Село Лески \| Лески \| 271 \| \| Мирновский сельский совет \| Мирное \| 5 081 \| \| Село Мирное \| Мирное \| 192 \| \| Новосёловский сельский совет \| Новосёловка \| 6 713 \| \| Село Новосёловка \| Новосёловка \| 272 \| \| Приморский сельский совет \| Приморское \| 2 336 \| \| Село Приморское \| Приморское \| 195 \| \| Приозёрненский сельский совет \| Приозёрное \| 3 793 \| \| Село Приозёрное \| Приозёрное \| 209 \| \| Старотрояновский сельский совет \| Старые Трояны \| 6 565 \| \| Посёлок Дзинилор \| Старые Трояны \| 10 \| \| Село Старые Трояны \| Старые Трояны \| 300 \| \| Трудовский сельский совет \| Трудовое \| 5 606 \| \| Село Николаевка \| Трудовое \| 38 \| \| Село Трудовое \| Трудовое \| 264 \| \| Фурмановский сельский совет \| Фурмановка \| 10 893 \| \| Село Фурмановка \| Фурмановка \| 190 \| \| Червоноярский сельский совет \| Червоный Яр \| 2 474 \| \| Село Червоный Яр \| Червоный Яр \| 108 \| \| Шевченковский сельский совет \| Шевченково \| 9 907 \| \| Село Помазаны \| Шевченково \| 18 \| \| Село Шевченково \| Шевченково \| 637 \| |               |             |
| Совет и его населённые пункты | Админцентр    | Площадь, га |
| Килийский районный совет | Килия         | 135 900     |
| Вилковский городской совет | Вилково       | 34 979      |
| Посёлок Белое | Вилково       | 20,05       |
| Город Вилково | Вилково       | …           |
| Килийский городской совет | Килия         | 19 456      |
| Город Килия | Килия         | …           |
| Василевский сельский совет | Василевка     | 3 571       |
| Село Василевка | Василевка     | 226         |
| Десантненский сельский совет | Десантное     | 7 890       |
| Село Десантное | Десантное     | 333         |
| Село Новониколаевка | Десантное     | 59          |
| Дмитровский сельский совет | Дмитровка     | 6 155       |
| Село Дмитровка | Дмитровка     | 256         |
| Лесковский сельский совет | Лески         | 8 319       |
| Село Лески | Лески         | 271         |
| Мирновский сельский совет | Мирное        | 5 081       |
| Село Мирное | Мирное        | 192         |
| Новосёловский сельский совет | Новосёловка   | 6 713       |
| Село Новосёловка | Новосёловка   | 272         |
| Приморский сельский совет | Приморское    | 2 336       |
| Село Приморское | Приморское    | 195         |
| Приозёрненский сельский совет | Приозёрное    | 3 793       |
| Село Приозёрное | Приозёрное    | 209         |
| Старотрояновский сельский совет | Старые Трояны | 6 565       |
| Посёлок Дзинилор | Старые Трояны | 10          |
| Село Старые Трояны | Старые Трояны | 300         |
| Трудовский сельский совет | Трудовое      | 5 606       |
| Село Николаевка | Трудовое      | 38          |
| Село Трудовое | Трудовое      | 264         |
| Фурмановский сельский совет | Фурмановка    | 10 893      |
| Село Фурмановка | Фурмановка    | 190         |
| Червоноярский сельский совет | Червоный Яр   | 2 474       |
| Село Червоный Яр | Червоный Яр   | 108         |
| Шевченковский сельский совет | Шевченково    | 9 907       |
| Село Помазаны | Шевченково    | 18          |
| Село Шевченково | Шевченково    | 637         |

### Климат
Килийский район расположен в зоне умеренно континентального климата. Разница в температуре по району достигает +5 °C. Среднегодовая температура составляет +11,1 °C. Зима мягкая, короткая и малоснежная с частыми оттепелями, длится с середины ноября до конца марта (4,5 месяца), средняя температура составляет +0,8 °C. Самым холодным месяцем года является январь, средняя его температура составляет −1 °C, минимальная температура −22,8 °C. Лето продолжительное, теплое, реже жаркое, однако с недостаточной влажностью, продолжается с середины мая до конца сентября (4,5 месяца), средняя температура +20,8 °C. Самый теплый месяц — июль, средняя температура +24 °C, максимальная +37,8 °C. Продолжительность безморозного периода колеблется в промежутке 250—260 дней, вегетационный период — до 297 дней.
| Температура воздуха     | Температура воздуха | Температура воздуха | Температура воздуха | Температура воздуха | Температура воздуха | Температура воздуха | Температура воздуха | Температура воздуха | Температура воздуха | Температура воздуха | Температура воздуха | Температура воздуха | Температура воздуха | Температура воздуха |
| Месяц                   | Янв                 | Фев                 | Мар                 | Апр                 | Май                 | Июн                 | Июл                 | Авг                 | Сен                 | Окт                 | Ноя                 | Дек                 |                     | Год                 |
| ----------------------- | ------------------- | ------------------- | ------------------- | ------------------- | ------------------- | ------------------- | ------------------- | ------------------- | ------------------- | ------------------- | ------------------- | ------------------- | ------------------- | ------------------- |
| Абсолютный максимум, °C | 16,1                | 21,1                | 26,1                | 27,8                | 31,1                | 37,8                | 37,2                | 36,1                | 33,9                | 31,1                | 25,0                | 18,9                |                     | 37,8                |
| Средний максимум, °C    | 2,8                 | 3.3                 | 8,3                 | 15,0                | 21,1                | 25,0                | 26,7                | 26,7                | 22,8                | 16,1                | 8,3                 | 3,9                 |                     | 15,0                |
| Средняя температура, °C | −0,5                | 0                   | 4,4                 | 10,6                | 16,1                | 20,0                | 21,7                | 21,1                | 17,2                | 11,7                | 5,0                 | 1,1                 |                     | 11,1                |
| Средний минимум, °C     | −3,9                | −3,3                | 0,5                 | 6,1                 | 11,1                | 15,0                | 16,1                | 15,6                | 11,7                | 6,7                 | 1,1                 | −1,7                |                     | 6,1                 |
| Абсолютный минимум, °C  | −20,0               | −22,8               | −18,3               | −2,2                | 0                   | 6,7                 | 10,0                | 4,4                 | −2,2                | −7,8                | −16,1               | −16,2               |                     | −22,8               |

За год выпадает 300—600 мм атмосферных осадков. Самыми влажными месяцами являются июнь, июль и ноябрь, в течение которых месячное количество осадков составляет около 60-80 мм. Самыми засушливыми месяцами являются январь и февраль, когда выпадает 20-30 мм осадков. Среднегодовая влажность воздуха — 75 %. Наибольшая влажность приходится на холодное время года (ноябрь-февраль 85-90 %), наименьшая — в мае 56-60 %. Достаточно редким явлением зимы является метели, снежный покров в высоту достигает не более 4 см. Изредка встречаются засухи, сопровождающиеся суховеями и пыльными бурями. Нередким явлением является туманы и росы. Наблюдать их можно в течение всего года, но чаще туманы появляются в холодной половине года (ноябрь-май), тогда как роса — в летней.
| \| Месяц \| Янв \| Фев \| Мар \| Апр \| Май \| Июн \| Июл \| Авг \| Сен \| Окт \| Ноя \| Дек \| \| Итого \| \| ----------------- \| --- \| --- \| --- \| --- \| --- \| --- \| --- \| --- \| --- \| --- \| --- \| --- \| \| ----- \| \| Норма осадков, мм \| 20 \| 30 \| 40 \| 40 \| 50 \| 80 \| 60 \| 50 \| 30 \| 30 \| 40 \| 40 \| \| 580 \| |     |     |     |     |     |     |     |     |     |     |     |     |  |       |
| Месяц | Янв | Фев | Мар | Апр | Май | Июн | Июл | Авг | Сен | Окт | Ноя | Дек |  | Итого |
| Норма осадков, мм | 20  | 30  | 40  | 40  | 50  | 80  | 60  | 50  | 30  | 30  | 40  | 40  |  | 580   |

Среднегодовая скорость ветра — 3,8 м/с. С сентября по апрель наибольшую повторяемость имеют северные (18-41 %) и северо-западные ветры (12-26 %). Только в мае вообще не наблюдается четкого преобладания какого-либо направления ветров. В июне-августе преобладающим становятся ветры от юга и востока, повторяемость каждого направления достигает 35 %. Максимальная скорость ветра и наибольшее число дней со скоростью ветра свыше 15 м/с наблюдается в холодное время года (ноябрь-март).
| \| Градация, % \| Янв \| Фев \| Мар \| Апр \| Май \| Июн \| Июл \| Авг \| Сен \| Окт \| Ноя \| Дек \| Год \| \| --------------- \| ---- \| ---- \| ---- \| ---- \| ---- \| ---- \| ---- \| ---- \| ---- \| ---- \| ---- \| ---- \| ---- \| \| 0 м/с - 5 м/с \| 52,4 \| 54,4 \| 49,6 \| 56,5 \| 62,1 \| 64,2 \| 65,2 \| 67,6 \| 63,3 \| 48,2 \| 48 \| 47 \| 56,5 \| \| 6 м/с - 10 м/с \| 37,8 \| 33,9 \| 41,3 \| 37,6 \| 33,2 \| 32,3 \| 31,3 \| 29,1 \| 31,7 \| 41,8 \| 38,3 \| 41 \| 35,8 \| \| 11 м/с - 15 м/с \| 9,1 \| 10,3 \| 7,6 \| 5,8 \| 4,5 \| 3,3 \| 3,4 \| 3,3 \| 4,5 \| 8,8 \| 12,6 \| 10,3 \| 6,9 \| \| 16 м/с - 20 м/с \| 0,7 \| 1,4 \| 1,5 \| 0,2 \| 0,1 \| 0,3 \| 0,1 \| 0 \| 0,6 \| 1,2 \| 1,2 \| 1,2 \| 0,8 \| |      |      |      |      |      |      |      |      |      |      |      |      |      |
| Градация, % | Янв  | Фев  | Мар  | Апр  | Май  | Июн  | Июл  | Авг  | Сен  | Окт  | Ноя  | Дек  | Год  |
| 0 м/с - 5 м/с | 52,4 | 54,4 | 49,6 | 56,5 | 62,1 | 64,2 | 65,2 | 67,6 | 63,3 | 48,2 | 48   | 47   | 56,5 |
| 6 м/с - 10 м/с | 37,8 | 33,9 | 41,3 | 37,6 | 33,2 | 32,3 | 31,3 | 29,1 | 31,7 | 41,8 | 38,3 | 41   | 35,8 |
| 11 м/с - 15 м/с | 9,1  | 10,3 | 7,6  | 5,8  | 4,5  | 3,3  | 3,4  | 3,3  | 4,5  | 8,8  | 12,6 | 10,3 | 6,9  |
| 16 м/с - 20 м/с | 0,7  | 1,4  | 1,5  | 0,2  | 0,1  | 0,3  | 0,1  | 0    | 0,6  | 1,2  | 1,2  | 1,2  | 0,8  |

Средняя продолжительности светового дня, что особенно влияет на процесс фотопериодизма живых организмов, составляет 11 часов 46 минуты. Наибольшая продолжительность дня в июне — до 15 ч 50 мин., тогда как наименьшая — в декабре — 8 ч. 35 мин.
| \| Месяц \| Янв \| Фев \| Мар \| Апр \| Май \| Июн \| Июл \| Авг \| Сен \| Окт \| Ноя \| Дек \| \| --------------------------- \| ------------- \| ------------- \| ------------- \| -------------- \| ------------- \| -------------- \| ------------- \| -------------- \| -------------- \| -------------- \| ------------- \| ------------- \| \| Начало сумерек, час \| 6:59 \| 6:19 \| 5:27 \| 5:26 \| 4:40 \| 4:25 \| 4:49 \| 5:31 \| 6:13 \| 6:53 \| 6:34 \| 7:03 \| \| Восход солнца, час \| 7:32 \| 6:50 \| 5:57 \| 5:59 \| 5:16 \| 5:04 \| 5:26 \| 6:04 \| 6:43 \| 7:23 \| 7:08 \| 7:38 \| \| Солнце в зените, час \| 12:09 \| 12:11 \| 12:04 \| 12:56 \| 12:54 \| 12:59 \| 13:04 \| 13:00 \| 12:50 \| 12:42 \| 11:43 \| 11:55 \| \| Закат солнца, час \| 16:46 \| 17:32 \| 18:12 \| 19:54 \| 20:32 \| 20:54 \| 20:40 \| 19:56 \| 18:56 \| 17:59 \| 16:18 \| 16:13 \| \| Конец сумерек, час \| 17:19 \| 18:03 \| 18:42 \| 20:26 \| 21:08 \| 21:33 \| 21:17 \| 20:28 \| 19:26 \| 18:30 \| 16:51 \| 16:48 \| \| Продолжительность дня, час \| 9 час 14 мин \| 10 час 42 мин \| 12 час 15 мин \| 13 час 55 мин \| 15 час 16 мин \| 15 час 50 мин \| 15 час 14 мин \| 13 час 52 мин \| 12 час 13 мин \| 10 час 36 мин \| 9 час 10 мин \| 8 час 35 мин \| \| Продолжительность ночи, час \| 14 час 56 мин \| 13 час 18 мин \| 11 час 45 мин \| 10 час 5 мин \| 8 час 44 мин \| 8 час 10 мин \| 8 час 46 мин \| 10 час 8 мин \| 11 час 47 мин \| 13 час 24 мин \| 14 час 50 мин \| 15 час 25 мин \| \| Солнечное сияние, час/мес \| 69 час 36 мин \| 79 час 12 мин \| 144 час \| 208 час 48 мин \| 276 час \| 304 час 48 мин \| 348 час \| 321 час 36 мин \| 249 час 36 мин \| 175 час 12 мин \| 69 час 36 мин \| 60 час \| |               |               |               |                |               |                |               |                |                |                |               |               |
| Месяц | Янв           | Фев           | Мар           | Апр            | Май           | Июн            | Июл           | Авг            | Сен            | Окт            | Ноя           | Дек           |
| Начало сумерек, час | 6:59          | 6:19          | 5:27          | 5:26           | 4:40          | 4:25           | 4:49          | 5:31           | 6:13           | 6:53           | 6:34          | 7:03          |
| Восход солнца, час | 7:32          | 6:50          | 5:57          | 5:59           | 5:16          | 5:04           | 5:26          | 6:04           | 6:43           | 7:23           | 7:08          | 7:38          |
| Солнце в зените, час | 12:09         | 12:11         | 12:04         | 12:56          | 12:54         | 12:59          | 13:04         | 13:00          | 12:50          | 12:42          | 11:43         | 11:55         |
| Закат солнца, час | 16:46         | 17:32         | 18:12         | 19:54          | 20:32         | 20:54          | 20:40         | 19:56          | 18:56          | 17:59          | 16:18         | 16:13         |
| Конец сумерек, час | 17:19         | 18:03         | 18:42         | 20:26          | 21:08         | 21:33          | 21:17         | 20:28          | 19:26          | 18:30          | 16:51         | 16:48         |
| Продолжительность дня, час | 9 час 14 мин  | 10 час 42 мин | 12 час 15 мин | 13 час 55 мин  | 15 час 16 мин | 15 час 50 мин  | 15 час 14 мин | 13 час 52 мин  | 12 час 13 мин  | 10 час 36 мин  | 9 час 10 мин  | 8 час 35 мин  |
| Продолжительность ночи, час | 14 час 56 мин | 13 час 18 мин | 11 час 45 мин | 10 час 5 мин   | 8 час 44 мин  | 8 час 10 мин   | 8 час 46 мин  | 10 час 8 мин   | 11 час 47 мин  | 13 час 24 мин  | 14 час 50 мин | 15 час 25 мин |
| Солнечное сияние, час/мес | 69 час 36 мин | 79 час 12 мин | 144 час       | 208 час 48 мин | 276 час       | 304 час 48 мин | 348 час       | 321 час 36 мин | 249 час 36 мин | 175 час 12 мин | 69 час 36 мин | 60 час        |

### Рельеф
|  |
|  |

Территория Килийских земель лежит на юго-западной окраине Восточно-Европейской равнины в пределах Причерноморской низменности и граничит с рекой Дунай, из-за чего отдельные её части заметно отличаются своими природными условиями. Поверхность в основном равнинная, возвышается над уровнем моря на 5-42 м с наклоном с северо-запада на юго-восток к побережью Чёрного моря и дельты Дуная. Равнину пересекают неглубокие долины рек, овраги и балки. Расположение на Восточноевропейской платформе сводит к минимуму проявления таких стихийных явлений, как землетрясения и вулканизм. Природно-заповедный и парковый фонд района состоит из 22 объектов общей площадью 52 362,1 га (39 % территории района), из них 19 парков садово-паркового искусства (9,3 га), ботанический заказник местного значения Лески и 46 402,9 га Дунайского биосферного заповедника — заповедной территории общегосударственного значения.
Грунтовый слой района сформировался в лёссовых породах, и представлен в основном чернозёмами, а именно распространёнными в районе южными чернозёмами и темно-каштановыми почвами. На приморских косах и пересыпях формируются дерново-песчаные почвы, в дельте реки Дунай — дерново-глеевые, илово-глеевые и торфо-глеевые почвы. Средняя мощность гумусовых горизонтов составляет 53 см, со средним плодородием (почвенно-агрохимический индекс) 53 балла. С целью защиты почвенного покрова от выветривания, предотвращение вымерзание посевов и эрозии почв территорию северного Килийского района покрыто сетью лесополос.
Килийский район не отличается большим разнообразием полезных ископаемых. Наибольшее распространение имеют твёрдые нерудные полезные ископаемые местного значения — пески, суглинки, гравий, известняки, галька, мергель, которые используются в качестве строительных материалов. Вместе с Саратским, входит в зону месторождений нефти и газа. Более активно на предмет выявления нефтегазоносных месторождений изучается шельф Чёрного моря.

### Водные ресурсы

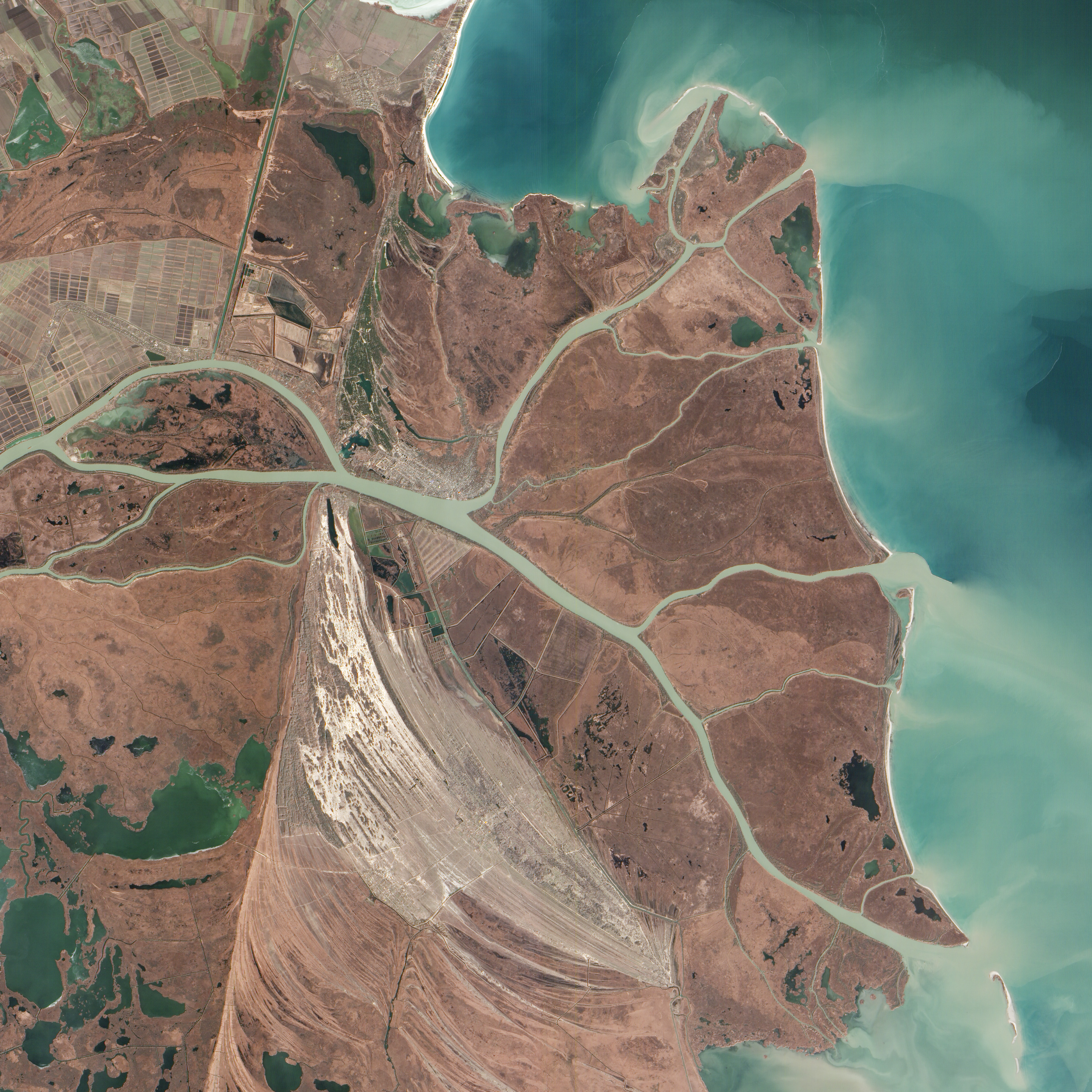
Дельта Дуная

В территорию района входят большие запасы поверхностных вод, принадлежащих бассейнам реки Дунай и Северного Причерноморья. На юге протекает главная водная артерия Европы — река Дунай, а именно её Килийское гирло, 58 км которого относятся к территории района. Река имеет важное хозяйственное значение в орошении, судоходстве, в обеспечении питьевой водой жителей региона. На левобережье нижнего Дуная, севернее долины Килийского устья есть немало водоёмов, в том числе малые реки местного значения: Дракуля (по району 21,2 км), Нерушай (12 км), Еникой (11,5 км), Алияга (8,7 км) и Киргиж-Китай (5,5 км). 3 проточные балки: Приозёрная (5,5 км), Каназир (5 км) и Казейка (4,8 км), около 100 малых устьев, речушек и ручьёв, и около 100 озёр, лиманов и прудов с объёмом воды около 8 млн м³.
Среди последних — искусственно изолированный лиман лагунного типа Сасик (Кундук), отделенный от моря лишь узкой полосой песчано-ракушечного пересыпи, и пресноводное озеро пойменно-лиманного типа Китай, а также озёра Зелёный Угол и Лебединка, озёрно-болотный комплекс Лимба, Дракулевский и Казейский водохранилища, Пукаловский лиман, Карачевский лиман (Шведово), лиман Малый солёный, лиман Грабовский, Лесковские и Фурмановский пруды; Трудовский и Шевченковский рыбопитомники, Килийское и Вилковское ПТРХ, и залив Базарчук. На востоке территория района омывается Чёрным морем, на берегу которого расположены Приморская курортно-развлекательная зона и Вилковский рекреационный комплекс зелёного туризма.
Общая площадь территорий занятых водой составляет 21 554,5 га, что составляет около 16 % территории района. Из них природные водотоки составляют 4 105,63 га территории района, искусственные водотоки — 4 059,63 га, под озёрами и лиманами — 12 063,09 га; пруды — 5919 га, и 1 266,96 га занимают искусственные водохранилища.
Благодаря гидрологическим и геолого-геоморфологическим условиям глубина залегания подземных вод от поверхности земли составляет 1-15 м. За счёт более 600 артезианских скважин запасы воды водоносного горизонта района используются для хозяйственно-бытовых, производственных нужд, и сельскохозяйственного водоснабжения.

### Природная среда

#### Флора
Район расположен в степной зоне, соответственно естественная растительность региона — степная. Для юга характерна луговая растительность, занимающая равнинные участки прирусловых и пойменных гряд, и представлена группировками болотистых, засоленных, настоящих и остепенённых лугов и травяных болот. Болотная растительность (камыш, рогоз) является характерным элементом плавней Дуная и приозёрной растительности. Солонцовая и солончаковая растительность представлена довольно незначительными площадями. По мере продвижения на север появляется больше степных видов, среди которых преобладают травянистые растения (более 90 % видов), приспособленные к условиям среднего увлажнения и засухи. Спектр господствующих семейств составляют астровые, злаковые, бобовые, осоковые, крестоцветные, лебедовые, гвоздичные, губоцветные, гречиха, зонтичные, лютиковые, бурачниковые и тому подобное. На юге и юго-западе района имеются небольшие площади лесной растительности. В её составе преобладают различные виды ив. Среди них самые распространённые ива белая и ива ломкая.
Значительное место во флоре района принадлежит водной растительности. Она представлена неукоренёнными свободноплавающими, укоренёнными погружёнными, укоренёнными с плавающими листьями и воздушно-водными формами. Обычно встречаются зостера (морская трава), рдест, филлофора (красная водоросль), харовые, и другие водоросли. В толще воды также многочисленными являются мельчайшие одноклеточные водоросли (фитопланктон). Особенно развиты диатомовые водоросли и динофлагелляты. Численность и биомасса планктонных водорослей наиболее высока в поверхностном слое воды, достигающая в летний период нескольких десятков миллионов клеток на литр.
Многочисленные виды флоры Килийщины занесены в Красную книгу Украины. Из «краснокнижных» видов здесь охраняются, в частности, сальвиния плавающая, водяной орех плавающий, болотноцветник щитолистный, меч-трава обыкновенная, альдрованда пузырчатая, ятрышник болотный, дремлик болотный и чемерицевидный, белоцветник летний, гвоздика бессарабская, ковыль днепровский, золотобородник цикадовый и др.

#### Фауна
Благодаря географическому положению и климатическим условиям Килийский район отличается от других регионов Украины разнообразным животным миром, ихтио- и орнитофауны, охотничьими и другими видами фауны, представленные 1500 видами беспозвоночных и более 400 видами позвоночных животных.
Самой многочисленной и самой важной как в природоохранном, так и экологическом плане, группой позвоночных животных района являются птицы. Зарегистрировано более 320 видов птиц, среди них встречаются редкие виды, как: большой и малый баклан, колпица, серая, рыжая, малая и большая белые цапли, кваква, крачки речная и пестроносая, розовый и кудрявый пеликаны, орлан-белохвост и другие.
Среди земноводных самыми многочисленными являются озёрная и съедобная лягушки, обыкновенная квакша и дунайский тритон. Также водятся гребенчатый тритон, краснобрюхая жерлянка, травяная лягушка.
Среди пресмыкающихся многочисленными являются болотная черепаха, обыкновенный уж и прыткая ящерица. Встречаются крымская ящерица, водяной уж, обыкновенная и восточная степная гадюки.
Распространенными представителями млекопитающих является зайцы-русаки, хомяки, суслики. Водятся также косули, дикий кабан, лисица обыкновенная, барсук, куница и др. Особый интерес вызывает единственный представитель ластоногих Чёрного моря — тюлень-монах, отдельные особи которого до 80-х годов наблюдались в украинской части дельты Дуная на территории заповедника.
В Чёрном море имеются популяции дельфинов (афалина, белобочка, азовка). С околоводных животных — обитатели пресных водоёмов: интродуцированные ондатра и енотовидная собака, а также редкие «краснокнижники» — горностай, речная выдра, европейская норка. В плавнях изредка встречается лесной кот.
Ихтиофауна рек разнообразна. В реках и озёрах водятся лещ, судак, сом, щука, сазан, окунь и другие виды рыб. Разводят толстолобика, белого амура, карпа. В акватории Дуная встречаются виды рыб, занесенные в Красный список МСОП: шип, атлантический осетр, черноморский и дунайский лосось, умбра, чоп обыкновенный и малый, стерлядь, вырезуб, пескарь дунайский, шемая, полосатый ёрш, белуга (самая большая среди рыб, обитающих в пресных водах Европы), и другие. Из промышленных видов ценными являются осетровые и черноморско-азовская проходная сельдь.
Из видов дикой фауны Килийщины много занесены в Красную книгу Украины и Красного Списка МСОП: из млекопитающих — афалина черноморская, белобочка черноморская, азовка, тюлень-монах, гигантская вечерница, обыкновенный слепыш, европейский крот и другие, из птиц — пеликан розовый и кудрявый, гоголь, могильник, лунь полевой и степной, розовый скворец и другие.

## История
См. также: Присоединение Бессарабии к СССР, История Шевченково (Кара Махмет)
В I-III веках северо-западное Причерноморье было завоевано римлянами, на смену которым в III веке с северо-запада пришли готы, а в конце IV века — гунны нахлынувших с востока. В VIII веке в междуречье Дуная и Днестра осели албано-болгарские племена. Во времена Киевской Руси здесь обитают славяне, которых в свою очередь в XII веке выгнали отсюда печенеги. Впоследствии здесь кочевали половцы, на смену которым в XIII веке пришли монголо-татарские орды, чье хозяйствование привело к постепенному превращению Северного Причерноморья на так называемое Дикое Поле. Но уже в XV веке эти территории были завоеваны Османской империей. В XV веке из распавшейся Золотой Орды выделилось Крымское ханство, правители которого контролировали территорию между Днестром и Южным Бугом. Заднистровская часть, которая тогда называлась Буджак, попала под власть Молдавского княжества, которое с середины XV века постепенно перехошло под контроль Османской империи. В 1475 году и Крымское ханство становится вассалом Османской империи, которая с тех пор и почти на три сотни лет превратила Северное Причерноморье в плацдарм для османо-татарских нападений на северные земли.

Возникновение поселений на территории современного Килийского района

В начале XIX века огромные пространства бывшего Дикого Поля начинают постепенно заселяться переселенцами (преимущественно беглыми крестьянами) из Речи Посполитой, Российской империи и Молдовы. Российской империи понадобились три русско-турецкие войны (1768-1774, 1787-1792 и 1806-1812 годов), чтобы окончательно вытеснить турок с территории современной Килийщины. Тем не менее, в 1856 году, в результате неудачной для Российской империи Крымской войны, Придунавье отошло от неё к Османской империи и было возвращено только в 1878 году. В 1918—1920 годах территория района подверглась иностранной военной интервенции и была оккупирована Королевством Румыния (1918 год), в составе которой находилась до 1940-го.
11 ноября 1940 года, после перехода Бессарабии в СССР согласно пакту Молотова — Риббентропа, была образована новая административно-территориальная единица изначально Аккерманской области (в течение 7 августа -7 декабря 1940 года), а вследствие Измаильской — Килийский район. Периодом неопределенности были военные годы Второй мировой войны, когда территория района была оккупирована войсками Королевства Румыния. В 1944 году район окончательно вошёл в состав Украинской ССР. С приходом советских войск, начинается мобилизация боеспособного населения в ряды РККА. На фронтах стран Центральной и Южной Европы погибло и пропало без вести 2063 жителей района. Имена советских килийских воинов и односельчан, погибших в годы Второй мировой войны, высечены на плитах и стелах 18 памятников и обелисков городов и сел района.
Начиная с 15 февраля 1954 года, территория Измаильской области включена в состав Одесской области. В результате хрущёвских реформ с админразделения 30 декабря 1962 года было проведено увеличение районов. Килийский район был ликвидирован, а его территория разделена между Измаильским и Татарбунарским районами. При этом город Килия было выделено в город областного подчинения с подчинением ему города Вилково. После отстранения от власти Хрущёва в течение 1965—1966 годов много бывших районов было восстановлено. Итак, 4 января 1965 года был восстановлен Килийский район из частей территорий Измаильского и Татарбунарского районов и Килийского горсовета. 05.02.1965 Указом Президиума Верховного Совета Украинской ССР Новосёловский сельсовет Измаильского района передан в состав Килийского района.
Создаются 94 первичных партийных, 153 профсоюзных, 98 комсомольских организаций. Устанавливаются 11 памятников В. И. Ленину. Активно развивается сельское хозяйство, действуют 11 колхозов, 3 рыбоколхоза, 5 совхозов, по которым закрепляются 69600 гектаров сельскохозяйственных угодий. Осушаются болота, на базе которых строятся чеки для выращивания риса. Уже к концу 60-х годов посевы риса в районе занимают около 5500 га. Начинают работать 20 промышленных предприятий, на которых трудятся 14 400 жителей Килийщины. В 1969 году население обслуживают 35 медицинских учреждений, где задействованы 110 врачей и 450 работников со средним специальными образованием. В 26 общеобразовательных школах, в том числе в 15 средних, 9 восьмилетних и 2 школах рабочей и сельской молодежи в этот период 770 учителей обучают почти 11 000 учеников. Действуют 3 кинотеатра, 21 стационарная киноустановка. Культурно-образовательную работу ведут 20 домов, 6 клубов, 35 библиотек и историко-краеведческий музей на общественных началах.
С провозглашением 24 августа 1991 года Независимости Украины, Килийщина входит в состав Украины. 2003 года к административной подчинённости Килийского района был отнесен остров Змеиный.
Вследствие множество войн и изменения властей в Килийском районе сохранилось немало исторических памятников. От татар и турок сохранились географические названия небольших рек и озёр (Китай), поселений (Карамахмет, Галилешты), частей города (Омарбия, Мияки) в городе Килия. Омарбия — названа так в честь османского морского адмирала, который в 1341 году наскочил со своей флотилией на венецианскую Килию. Маяки, в котором раньше разводили крупный рогатый скот, происходит от османского «Мияки», что значит «то, что пахнет молоком и маслом». Озеро Китай получило название в честь одного из главарей татарского племени, которого звали Китай. Село Китай (Красный Яр) получило такое же название вследствие расположения у берегов одноимённого озера. Карамахмет — в честь последнего османского коменданта Килийской крепости Кара Мехмет, владевшего землями современного села Шевченково. Карашикир (Мирное) — по имени турецкого господина, владевшего землями деревни. Старые Трояны из названия Трояновского вала с обеих сторон которого раскинулось село. Колония Еникой переняла название предыдущего небольшого татарского населённого пункта на этом же месте (буквально переводится как «Новая деревня»). Липования получила название благодаря беглым старообрядцам-липованам и донским и запорожским казакам. Село Чамачур (Приозерное), что в переводе означает «стирка белья», основано молдавскими пастухами Карпат. Село Фурмановка переняло название татарского поселения. От молдавско-румынского господства в народном языке остались множество слов : папушоя (кукуруза), чапа (лук), ишак (осел), саламур (соус к ухи), лампач и т. п. Некоторым изменениям подвёргся украинский язык Килийщины и под влиянием России, в результате чего образовался Южный Бессарабский диалект.
В течение 2014 года в ходе Вооружённого конфликта на востоке Украины погибли три жителя Килийского района.

Фотохроника
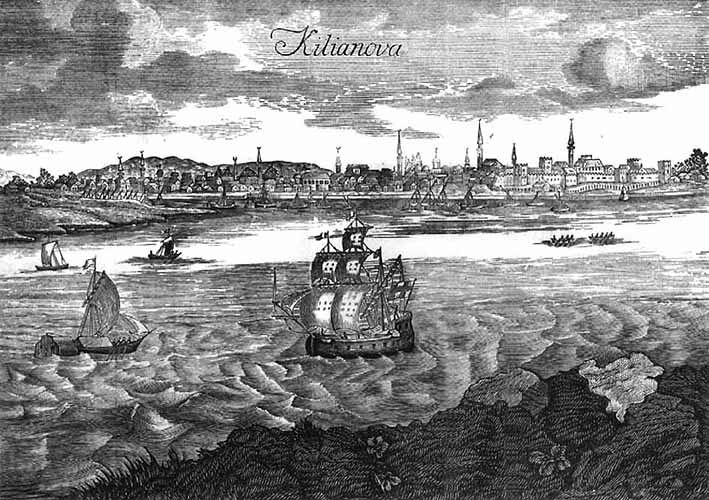
Город Килия-Нова XV века
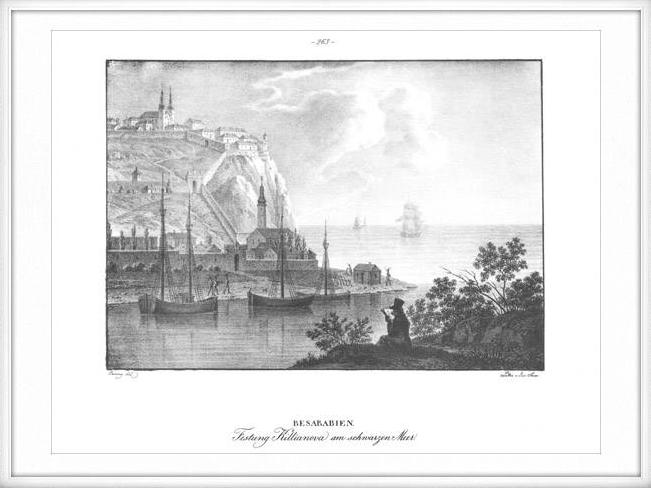
Крепость Килия-Нова Бессарабии на Чёрном море – Литография 1825 года Kunike Anno
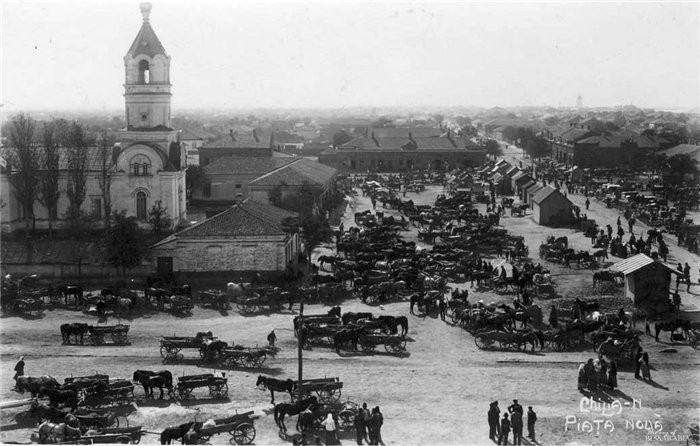
Торговая площадь возле Свято-Покровского собора (Килия) в межвоенное время

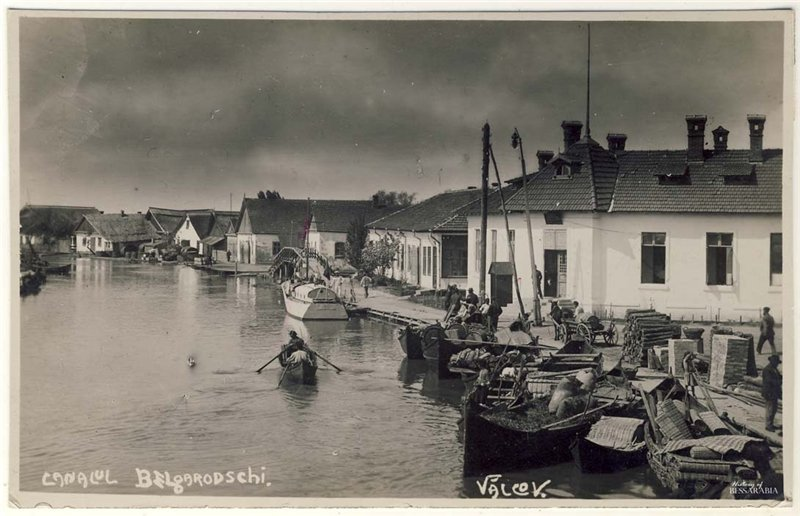
Город Вилково периода румынской оккупации
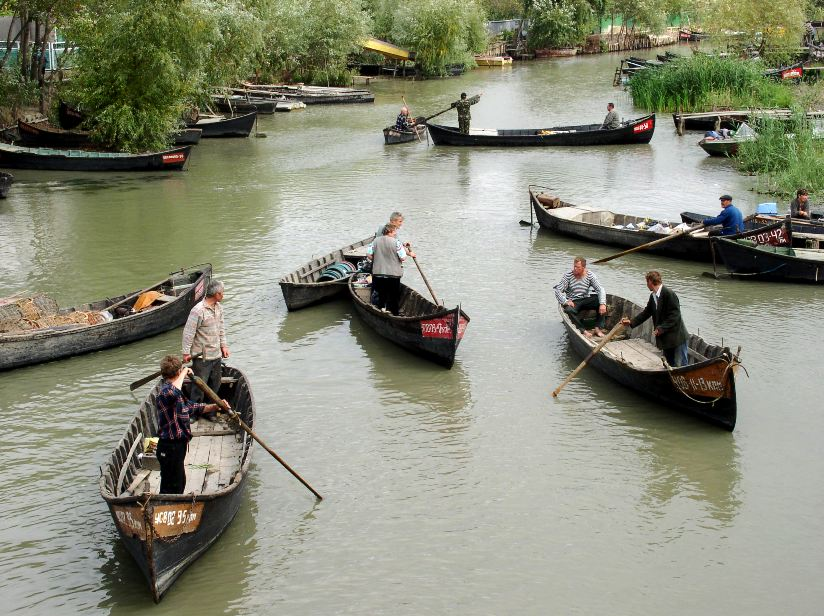
Белгородский канал современного города Вилково

## Социально-экономическая характеристика

### Население и национальный состав
Численность населения Килийского района по состоянию на 1 января 2012 года составляла 54 843 жителей (2,38 % от общей численности Одесской области (6-е место)), в том числе городского — 29 800 человек (54,3 %) и сельского — 25 тысяч человек (45,7 %). Объём естественного сокращения в 2011 году по сравнению с прошлым, увеличился на 13 человек (на 6,8 %). Это произошло вследствие увеличения количества родившихся на 18 человек (2,6 %) и увеличение числа умерших — на 31 человек (3,5 %). Средняя компактность проживания населения — 39,5 человека на км², что ниже общегосударственного показателя (76,1 чел./км²). Наибольшая плотность населения наблюдается в городе Килия — 1068 чел./км². Крупнейшие населённые пункты — Килия, Вилково и Шевченково. Среди населённых пунктов Килийского района преобладают малые с населением до 2 000 человек — 13 сел, из них в 5-ти сёлах численность жителей не превышает 1000 человек. Количество населённых пунктов численностью более 5000 человек — 3 (63,2 % от общей численности районного населения).
| Города | Возраст    | Сёла   |
| ------ | ---------- | ------ |
| 5770   | 0—17       | 5861   |
| 9584   | 18—39      | 8117   |
| 9249   | 40—59      | 7018   |
| 5430   | 60 и более | 4235   |
| 30 033 | Итого      | 25 231 |

| Мужчины | Возраст    | Женщины |
| ------- | ---------- | ------- |
| 6028    | 0—17       | 5603    |
| 9247    | 1—39       | 8454    |
| 7632    | 40—59      | 8635    |
| 3500    | 60 и более | 6165    |
| 26 407  | Итого      | 28 857  |

На территории района проживают представители 54 национальностей и народностей, при этом лица нетитульных национальностей составляют более 55 % от населения района. Доля украинцев составляет 44,5 %, русских — 30 % и молдаван — 15,8 %. Доля других национальностей незначительная, которую составляют: болгары — 4 %, гагаузы — 3 %, а также евреи, армяне, немцы, цыгане, белорусы и другие национальности. Наибольшая пестрота в национальном составе наблюдается в северо-западной части района. Здесь преобладает молдавское, болгарское и гагаузкое населения. В южных и центральных регионах население более однородно по национальному составу и состоит в основном из украинцев. В городах Килия и Вилково проживают представители многих национальностей. В сёлах Десантное, Лески, Трудовое и Шевченково подавляющее большинство — украинцы; В Василевке, Мирном и Приморском в основном проживают русские; Дмитровка, Приозёрное, Фурмановка и Червоный Яр — молдаване; в Новосёловке — болгары; в Старых Троянах — гагаузы.
| \| Населённый пункт \| Украинцы, человек \| Русские, человек \| Молдаване, человек \| Болгары, человек \| Гагаузы, человек \| Другие, человек \| Итого, человек \| \| -------------------------------------------------------- \| ----------------- \| ---------------- \| ------------------ \| ---------------- \| ---------------- \| --------------- \| -------------- \| \| Килия \| 11 064 \| 8057 \| 2234 \| 785 \| 164 \| 469 \| 22 773 \| \| Вилково \| 2236 \| 5540 \| 92 \| 37 \| 31 \| 1490 \| 9426 \| \| Шевченково \| 4784 \| 558 \| 119 \| 63 \| 53 \| 62 \| 5639 \| \| Дмитровка \| 8 \| 21 \| 3042 \| 6 \| 1 \| 41 \| 3119 \| \| Старые Трояны \| 41 \| 165 \| 81 \| 725 \| 1282 \| 7 \| 2301 \| \| Десантное \| 1384 \| 223 \| 58 \| 49 \| 28 \| 98 \| 1840 \| \| Приозёрное \| 12 \| 8 \| 1711 \| 25 \| 14 \| 8 \| 1778 \| \| Приморское \| 599 \| 986 \| 14 \| 9 \| 4 \| 0 \| 1612 \| \| Новосёловка \| 80 \| 65 \| 72 \| 750 \| 612 \| 18 \| 1597 \| \| Мирное \| 349 \| 1102 \| 51 \| 12 \| 7 \| 6 \| 1527 \| \| Трудовое \| 1183 \| 26 \| 234 \| 28 \| 17 \| 7 \| 1495 \| \| Фурмановка \| 450 \| 78 \| 816 \| 21 \| 18 \| 14 \| 1393 \| \| Василевка \| 285 \| 606 \| 90 \| 58 \| 19 \| 70 \| 1128 \| \| Червоный Яр \| 28 \| 15 \| 757 \| 6 \| 1 \| 0 \| 806 \| \| Новониколаевка \| 217 \| 210 \| 70 \| 38 \| 20 \| 35 \| 590 \| \| Дзинилор \| 15 \| 62 \| 44 \| 15 \| 26 \| 0 \| 162 \| \| Помазаны \| 84 \| 17 \| 3 \| 4 \| 0 \| 0 \| 108 \| \| Николаевка \| 22 \| 3 \| 8 \| 0 \| 0 \| 0 \| 33 \| \| Итого, человек \| 23 950 \| 18 589 \| 9722 \| 2557 \| 2721 \| 2299 \| 59 837 \| \| – первая по численности национальность – вторая – третья \| \| \| \| \| \| \| \| |                   |                  |                    |                  |                  |                 |                |
| Населённый пункт | Украинцы, человек | Русские, человек | Молдаване, человек | Болгары, человек | Гагаузы, человек | Другие, человек | Итого, человек |
| Килия | 11 064            | 8057             | 2234               | 785              | 164              | 469             | 22 773         |
| Вилково | 2236              | 5540             | 92                 | 37               | 31               | 1490            | 9426           |
| Шевченково | 4784              | 558              | 119                | 63               | 53               | 62              | 5639           |
| Дмитровка | 8                 | 21               | 3042               | 6                | 1                | 41              | 3119           |
| Старые Трояны | 41                | 165              | 81                 | 725              | 1282             | 7               | 2301           |
| Десантное | 1384              | 223              | 58                 | 49               | 28               | 98              | 1840           |
| Приозёрное | 12                | 8                | 1711               | 25               | 14               | 8               | 1778           |
| Приморское | 599               | 986              | 14                 | 9                | 4                | 0               | 1612           |
| Новосёловка | 80                | 65               | 72                 | 750              | 612              | 18              | 1597           |
| Мирное | 349               | 1102             | 51                 | 12               | 7                | 6               | 1527           |
| Трудовое | 1183              | 26               | 234                | 28               | 17               | 7               | 1495           |
| Фурмановка | 450               | 78               | 816                | 21               | 18               | 14              | 1393           |
| Василевка | 285               | 606              | 90                 | 58               | 19               | 70              | 1128           |
| Червоный Яр | 28                | 15               | 757                | 6                | 1                | 0               | 806            |
| Новониколаевка | 217               | 210              | 70                 | 38               | 20               | 35              | 590            |
| Дзинилор | 15                | 62               | 44                 | 15               | 26               | 0               | 162            |
| Помазаны | 84                | 17               | 3                  | 4                | 0                | 0               | 108            |
| Николаевка | 22                | 3                | 8                  | 0                | 0                | 0               | 33             |
| Итого, человек | 23 950            | 18 589           | 9722               | 2557             | 2721             | 2299            | 59 837         |
| – первая по численности национальность – вторая – третья |                   |                  |                    |                  |                  |                 |                |

Численность трудоспособного населения — 27 990 человек (49,8 % от всего населения района), среди которых 15 900 женщин и 12 090 мужчин. Значительная часть экономически активного населения занята в сельском хозяйстве. Численность незанятого населения района на начало 2012 года составляла 948 человек, или 3,9 % от общего количества незанятых граждан Одесской области. Уровень зарегистрированной безработицы составил 2,6 % населения трудоспособного возраста, что на 1 % больше от общеобластного уровня.
В районе насчитывается 11 559 детей, из них 171 — инвалиды. Среди молодежи в возрасте от 18 до 35 лет — 298 человек. Общее количество инвалидов — 1665 человек.
В районе всего 462 многодетных семей, из них в 16 семьях воспитываются более 8-ми детей.
Количество пенсионеров — 13 608. Количество ветеранов Великой Отечественной войны — 799. Количество чернобыльцев — 107.
Общая смертность по району за 2011 год составила 976 человек, из них 688 (70,5 %) умерли от заболеваний сердечно-сосудистой системы, от травм и отравлений — 90 человек (9,2 %), от злокачественных новообразований 75 больных (7,7 %). Детская смертность за 2011 год — 7,3 %.
По данным переписи населения Украины 2001 года распределение населения по родному языку в районе было следующим (в % от общей численности населения): русский — 44,23 %; украинский — 36,09 %; молдавский — 12,81 %; гагаузский — 3,69 %; болгарский — 2,52 %; цыганский — 0,21 %; белорусский — 0,07 %; румынский — 0,07 %; армянский — 0,05 %; еврейский — 0,01 %.

### Промышленность

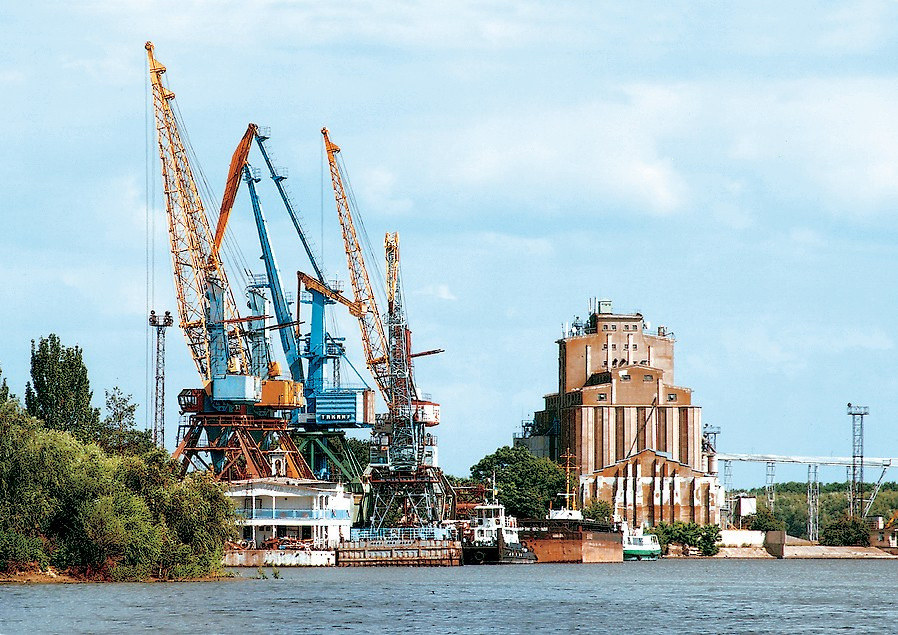
Побережье города Килии

Промышленность района представлена предприятиями различных форм собственности, занимающиеся судостроением и судоремонтом, переработкой сельскохозяйственной продукции, а также изготовлением многих видов промышленной продукции пищевой и перерабатывающей промышленности. В течение 2011 года промышленными предприятиями района произведено на сумму 99 млн. 23 тыс. грн. товарной продукции (6 % от производства области). К основным предприятиям относятся ООО «Титан», удельный вес производства которого в общем объёме составляет 39 %, ООО «Лад» — 29 %, Килийский судостроительно-судоремонтный завод — 21 %, Вилковская ремонтно-эксплуатационная база флота — 6 % и другие. Главными предприятиями района пищевой и перерабатывающей промышленности является ООО «Титан», ООО «Строй» и ЗАО «Килийский винодельческий завод».
| \| ХОСП «Килийский судостроительный-судоремонтный завод» ОАО УГП (КССРЗ)Килия \| \| Завод имеет более чем 60-летний опыт работы в области судостроения и судоремонта, основным видом продукции его является производство судов класса «река-море» (зерновозы, баржи, корпуса контейнеровозов, барж-контейнеровозов). Кроме выполнения заказов украинских потребителей (ОАО «Украинское Дунайское пароходство», порты Дунайского и Черноморского бассейнов), предприятие строит суда для судовладельцев Бельгии, Нидерландов, Германии. С 1997 года предприятие является членом Клуба Лидеров Мировой Торговли[35]. \| \| Вилковская ремонтно-эксплуатационная база флотаВилково \| \| ВРЭБФ, являющаяся филиалом акционерной судоходной компании «Укрречфлот», работает в области судоремонта. В числе заказчиков ВРЭБФ, кроме главного предприятия, входят местные рыболовецкие и транспортные компании[36]. \| \| ООО «Титан»Килия \| \| Общество производит более 80 наименований молочной и мясной продукции. Производственная мощность предприятия позволяет перерабатывать в сутки до 100 голов скота, производить до 10 тонн колбасных изделий и до 100 тонн разнообразной молочной продукции. Предприятие постоянно расширяет ассортимент продукции. Мясомолочная продукция предприятия обеспечивает потребности не только населения района, но и реализуется за его пределами, в том числе экспортируется в Молдавию[37]. \| \| ООО «Лад»Килия \| \| Предприятие является основным производителем хлеба и хлебобулочных изделий в районе. На сегодня предприятие выпускает более 40 видов хлеба и сдобы. Кроме розничной сети района, предприятие обеспечивает хлебобулочными изделиями сёла соседних районов. Кроме того предприятие производит около 10 наименований крупы. Вторым направлением деятельности предприятия является переработка и перевалка зерна. Зерновой элеватор ООО «Лад» является одним из крупнейших в области. Его расположение на берегу Дуная позволяет осуществлять перевалку зерна на речные судна. \| \| ЗАО «Килийский винодельческий завод»Килия \| \| Килийский винзавод специализируется на производстве шампанских виноматериалов, десертных и столовых вин, известных под торговой маркой «Венок Дунай». Продукция предприятия запатентованная, в её ассортименте насчитывается 17 наименований марочных вин, наиболее известные из них «Венок Дуная», «Солнце в бокале» и кагор «Старая Килия»[38]. \| |
| ХОСП «Килийский судостроительный-судоремонтный завод» ОАО УГП (КССРЗ)Килия |
| Завод имеет более чем 60-летний опыт работы в области судостроения и судоремонта, основным видом продукции его является производство судов класса «река-море» (зерновозы, баржи, корпуса контейнеровозов, барж-контейнеровозов). Кроме выполнения заказов украинских потребителей (ОАО «Украинское Дунайское пароходство», порты Дунайского и Черноморского бассейнов), предприятие строит суда для судовладельцев Бельгии, Нидерландов, Германии. С 1997 года предприятие является членом Клуба Лидеров Мировой Торговли. |
| Вилковская ремонтно-эксплуатационная база флотаВилково |
| ВРЭБФ, являющаяся филиалом акционерной судоходной компании «Укрречфлот», работает в области судоремонта. В числе заказчиков ВРЭБФ, кроме главного предприятия, входят местные рыболовецкие и транспортные компании. |
| ООО «Титан»Килия |
| Общество производит более 80 наименований молочной и мясной продукции. Производственная мощность предприятия позволяет перерабатывать в сутки до 100 голов скота, производить до 10 тонн колбасных изделий и до 100 тонн разнообразной молочной продукции. Предприятие постоянно расширяет ассортимент продукции. Мясомолочная продукция предприятия обеспечивает потребности не только населения района, но и реализуется за его пределами, в том числе экспортируется в Молдавию. |
| ООО «Лад»Килия |
| Предприятие является основным производителем хлеба и хлебобулочных изделий в районе. На сегодня предприятие выпускает более 40 видов хлеба и сдобы. Кроме розничной сети района, предприятие обеспечивает хлебобулочными изделиями сёла соседних районов. Кроме того предприятие производит около 10 наименований крупы. Вторым направлением деятельности предприятия является переработка и перевалка зерна. Зерновой элеватор ООО «Лад» является одним из крупнейших в области. Его расположение на берегу Дуная позволяет осуществлять перевалку зерна на речные судна. |
| ЗАО «Килийский винодельческий завод»Килия |
| Килийский винзавод специализируется на производстве шампанских виноматериалов, десертных и столовых вин, известных под торговой маркой «Венок Дунай». Продукция предприятия запатентованная, в её ассортименте насчитывается 17 наименований марочных вин, наиболее известные из них «Венок Дуная», «Солнце в бокале» и кагор «Старая Килия». |

Благодаря наличию на территории района большого количества такого природного строительного материала как камыш, развивается его заготовка и переработка. Значительная его часть экспортируется в страны Европы. Практически все заготовительные и перерабатывающие предприятия сосредоточены в городе Вилково.
Третичный сектор экономики. По состоянию на 1 января 2011 года на учёте находилось 736 юридических лиц и 3220 субъектов предпринимательской деятельности — физических лиц. Более половины малых предприятий района функционируют в сфере торговли и услуги. В производственной сфере работает 48,4 % малых предприятий. Среди них 15,9 % — сельскохозяйственные, 12,1 % — промышленные, 12,1 % — рыболовецкие и 8,3 % — строительные.

### Сельское хозяйство
Сельское хозяйство — одна из основных в районе по объёму производства и занятости трудовых ресурсов отрасль материального производства. В ней занято около 35 % населения, сосредоточено более половины производственных фондов, производится 42 % валового общественного продукта, 80 % товаров народного потребления. Благодаря особым природно-климатическим условиям Килийский район относится к зерно-скотоводческой зоне производственной специализации сельского хозяйства, где активно развивается виноградарство и свиноводство. Удельный вес района в общем объёме производства валовой сельскохозяйственной продукции по области превышает 5,3 %, зерна — 7,5 %, подсолнечника — 8,1 %, винограда — 45,5 %, мяса — 4,5 %, молока — 4,8 %, яиц — 6,3 %. Часть растительной продукции в общем производстве валовой сельскохозяйственной продукции района составляет 62 %, животноводства — 38 %.

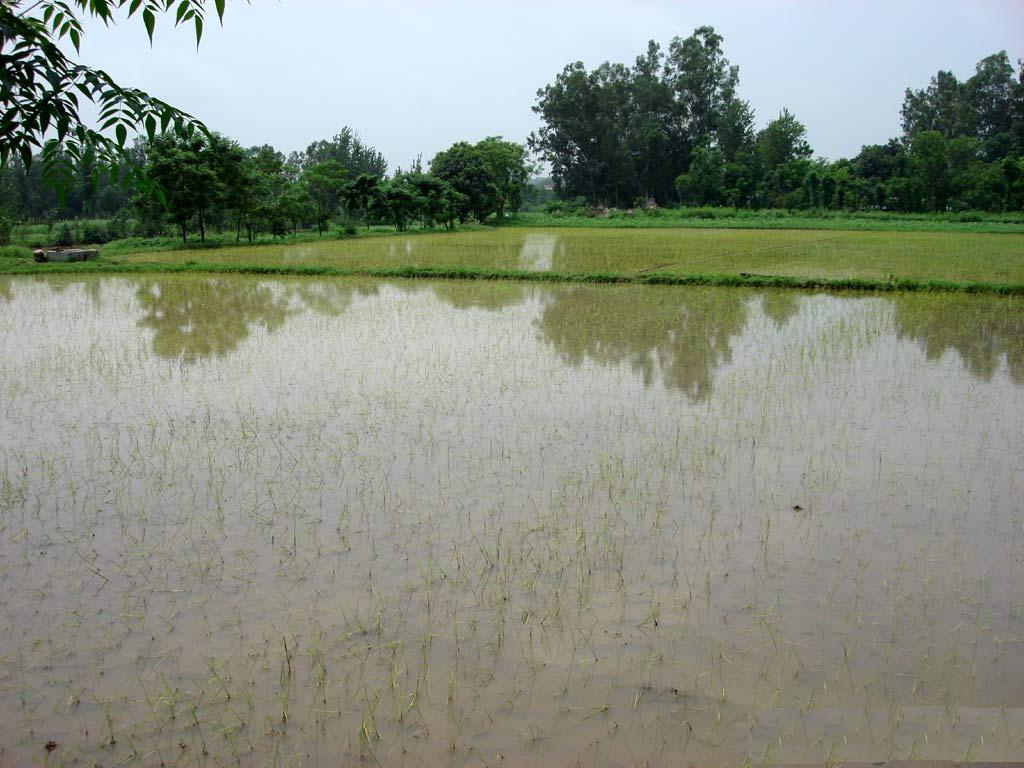
Рисовые чеки вблизи города Килия

Земельные ресурсы. Общая площадь сельскохозяйственных угодий составляет 74 038,52 га, что составляет 52 % территории района. В том числе пашня — 66 956,5 га, многолетние насаждения — 3 092,5 га, сенокосы — 298 га, и 3 691,52 га занимают пастбища. В районе действуют 51 сельскохозяйственное агроформирование, которые используют площади сельскохозяйственных угодий: 13 обществ с ограниченной ответственностью — 10 458 га, 10 сельскохозяйственных кооперативов — 25 692 га, 22 фермерских хозяйства — 4588 га, 6 других агроформирований — 3710 га.
Растениеводство. Основная специализация растительного сельскохозяйственного производства — выращивание зерновых, технических и овощных культур. Основные виды выращиваемых зерновых культур — озимая пшеница (повсеместно), озимый ячмень и кукуруза. Активно развивается выращивание овоще-бахчевых культур: томаты, баклажаны, кабачки, огурцы, перец, дыни и арбузы. В выращивании технических культур значительное место занимают подсолнечник и рапс, значение которого увеличивается в последние годы. Одним из перспективных направлений растениеводства является семеноводство. Распространены сады, где выращивают косточковые: абрикосы, вишни, черешни, сливы; и семечковые виды деревьев: яблони, груши.
Развивается и восстанавливается отрасль виноградарства. Площадь виноградников в целом по району составляет 1,5 тыс. га, из которых 89 га находятся на капельном орошении. Основными производителями винограда является СПК «Дружба» и ООО «Дунайский-Агро». В 2009 году предприятиями была собрана 15 571 тонна винограда.

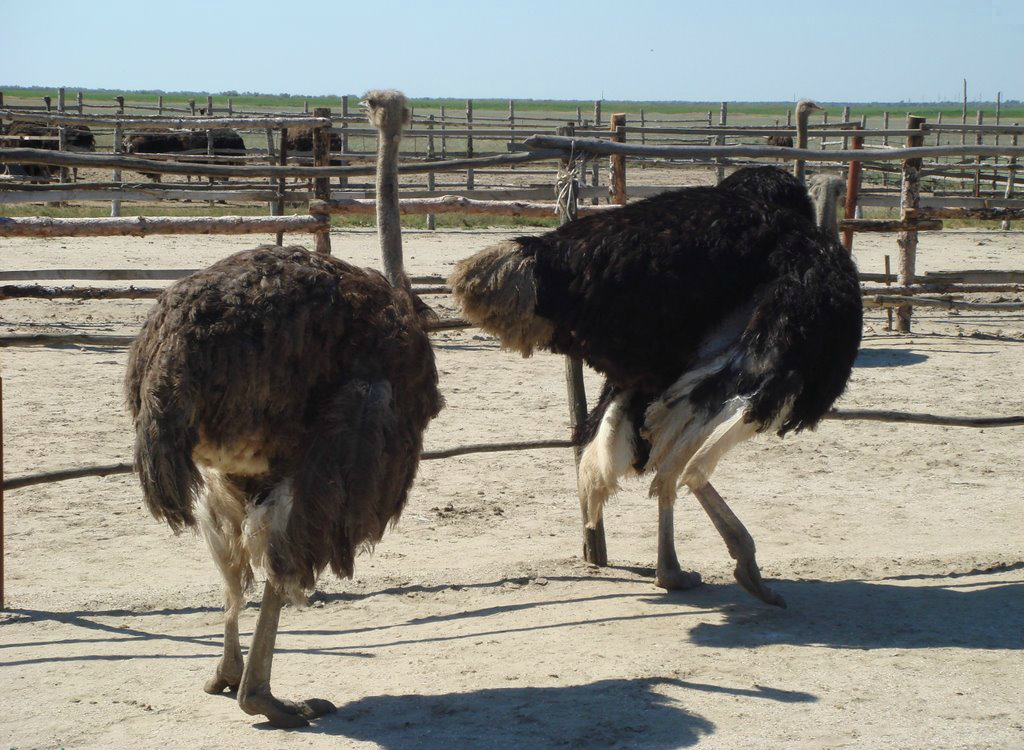
Страусиная ферма в селе Приморское

Животноводство Животноводство Килйского района следует молочно-мясному направлению. В основном отрасль специализируется на разведении крупного рогатого скота, свиней и овец. В последние годы отмечается тенденция развития мясного скотоводства. Крупнейшими предприятиями, работающими в этом направлении, является ООО «Победа» и ООО «Ермак». Последнее начиная с 2001 года имеет статус племрепродуктора по выращиванию мясного скота породы «Южная-мясная».
В районе развивается отрасль птицеводства. СПК «Виктория» имеет статус племрепродуктора 1-го порядка по выращиванию породы гусей «Большая серая». В СПК «Дружба» успешно выращивают гусей породы «Итальянская белая».
Промышленным выловом рыбы занимаются около 20-ти субъектов предпринимательства. Общий объём вылова рыбы в год превышает 1 тыс. тонн. Основными районами промысла являются бассейны Чёрного моря, реки Дунай, озеро Китай и лиман Сасик. Основные промысловые виды рыбы — черноморская сельдь, судак, лещ и сазан.
Автомобильный транспорт. В видовой структуре транспорт в стратегически самом важном на региональном уровне остаётся автомобильный. Килийский район имеет разветвленную сеть автомобильных дорог, связывающие районный центр (г. Килия) с деревнями района и рядом находящимися населёнными пунктами Одесской области. Почти все населённые пункты района соединены между собой автомобильными дорогами с асфальтовым покрытием. На севере Килийщину пересекает международная автомагистраль E 87 М15. Общая протяженность автомобильных дорог составляет 747,4 км, в том числе автодорожных сообщений населённых пунктов с твёрдым покрытием — 244,1 км, из них дороги областного значения— 92,1 км, районного значения — 60,8 км, территориальные — 91,2 км.
| \| Автодорога \| От \| Населённые пункты Килийского района \| До \| Длина \| \| ---------- \| ----------- \| ----------------------------------------------------------- \| -------- \| ------- \| \| Т 1607 \| Измаил \| Килия, Лески, Вилково \| Вилково \| 42 км \| \| Т 1628 \| Вилково \| Вилково, Приморское, Десантное \| Спаское \| 28,3 км \| \| Т 1630 \| Килия \| Килия, Шевченково, Дмитровка \| Струмок \| 30,1 км \| \| \| E 87 М15 \| Приозёрное, Червоный Яр, Шевченково, Мирне, Десантное \| Т 1628 \| 37,8 км \| \| \| Килия \| Килия, Червоный Яр, Фурмановка, Новосёловка \| E 87 М15 \| 32,1 км \| \| \| Червоный Яр \| Червоный Яр, Помазаны, Трудовое, Николаевка, Новониколаевка \| Т 1628 \| 26,5 км \| \| \| Приозёрное \| Приозёрное, Дзинилор, Старые Трояны \| E 87 М15 \| 17,5 км \| |             |                                                             |          |         |
| Автодорога | От          | Населённые пункты Килийского района                         | До       | Длина   |
| Т 1607 | Измаил      | Килия, Лески, Вилково                                       | Вилково  | 42 км   |
| Т 1628 | Вилково     | Вилково, Приморское, Десантное                              | Спаское  | 28,3 км |
| Т 1630 | Килия       | Килия, Шевченково, Дмитровка                                | Струмок  | 30,1 км |
| | E 87 М15    | Приозёрное, Червоный Яр, Шевченково, Мирне, Десантное       | Т 1628   | 37,8 км |
| | Килия       | Килия, Червоный Яр, Фурмановка, Новосёловка                 | E 87 М15 | 32,1 км |
| | Червоный Яр | Червоный Яр, Помазаны, Трудовое, Николаевка, Новониколаевка | Т 1628   | 26,5 км |
| | Приозёрное  | Приозёрное, Дзинилор, Старые Трояны                         | E 87 М15 | 17,5 км |

Услуги автомобильного общественного транспорта района представляют ОАО «Дунай-Авто» и ОАО «Килия-Авто», а также субъекты предпринимательств — физические лица, осуществляющие значительные объёмы пассажироперевозок на 17 междугородных, 7 внутрирайонных (пригородных) и 2-х по городу Килия (городских) рейсах. На 2011 год предприятиями автомобильного транспорта доставлено грузополучателям 6870 тонн грузов, грузооборот составил 279 740 тонн/км. Услугами автомобильного транспорта, с учётом перевозок, выполненных предпринимателями малого бизнеса — физическими и юридическими лицами воспользовались 634,4 тыс. пассажиров.

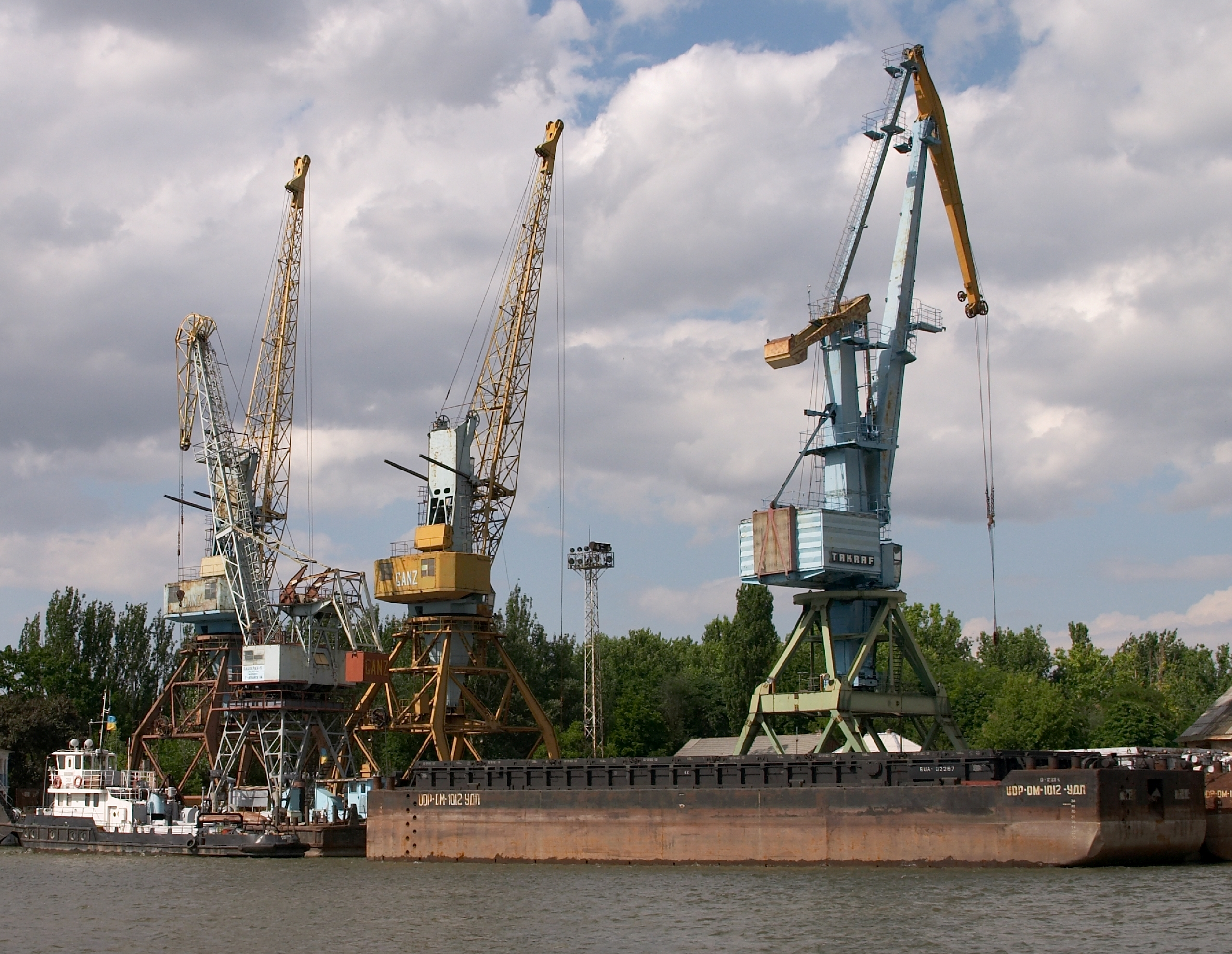
Килийский портопункт Усть-Дунайск

Железнодорожный транспорт На северо-западной границе района проходит путь Измаильского направления Одесской железной дороги протяженностью 39 км. Железнодорожная связь района осуществляет одна ж/д станция Дзинилор, расположенная в 27 км от районного центра. Станция обеспечивает нагрузку товарных вагонов местным зерна и пассажирские перевозки к областному центру и в столицу.
Водный транспорт В народнохозяйственном комплексе района одно из ведущих мест занимает речное хозяйство, имеющее сложную межотраслевую структуру и охватывающая разнообразные виды и формы хозяйственной деятельности. Морской и речной транспорт организационно представляют ОАО «Вилковская ремонтно-эксплуатационная база флота» и ОАО ХОСП «Килийский судостроительный-судоремонтный завод». Дунайский порт Килийщины (МТП) Усть-Дунайск перерабатывает ежегодно около 1 млн тонн грузов, имеет 12 причалов длиной почти 2 км и может принимать суда с оседанием до 6 метров.

### Сфера услуг
Торговля, барно-ресторанное хозяйство и бытовое обслуживание в районе представлены 396 объектами стационарной розничной торговли (магазины, торговые павильоны, лотки и т. д.), 28 аптеками и 11 предприятиями фирменной торговли. В районе функционируют 5 рынков по продаже товаров народного потребления. Сеть предприятий бытового обслуживания состоит из 56 стационарных объектов, которым предоставляются более 30 видов услуг. В районе действуют 74 предприятия ресторанного хозяйства, больше всего их в городах Килия и Вилково и сёлах Приморское и Шевченково. За 2010 год товарооборот по району составил 52,896 миллиона гривен, в том числе: торговли — 51 590 тысяч гривен; и ресторанного хозяйства — 1 306 тысяч гривен.
Финансовые услуги. Действующая финансовая инфраструктура, представлена 5-ю банковскими учреждениями. В районе функционируют отделения «ПриватБанка», «Райффайзен банк Аваль» и «Ощадбанка». Раннее также действовало отделение «Имэксбанка».

### Телекоммуникации и массмедиа
Услуги телефонной связи в районе предоставляет цех № 7 Измаильского центра электросвязи. Обеспеченность населения стационарными телефонными аппаратами в районе составляет 8960 телефонных номеров по всем населённым пунктам. Почтовая связь района осуществляется через 15 почтовых отделений ОАО «Укрпочта». Вся территория района обеспечена покрытием сотовой связи украинских мобильных операторов. Также есть кабельная сеть телесвязи, которая охватывает 1200 абонентов.
Килийским ЦТП № 12 осуществляется переход на цифровую связь. В городах Килия, Вилково и селах Шевченково, Приморское вмонтировано 1744 портов ADSL и задействовано — 1446 точек самого современного вида электронных услуг — скоростного Интернета.
В Килийском районе издаются четыре газеты, в частности «Наше время», «Дунайская заря», «Моя визитка» и «Килийский вестник». Также начиная с 2005 года на территории района работает телеканал районного телерадиовещания «Килия-Котакт», редакция которой расположена в городе Килия.
| \| Населённый пункт \| Почтовый индекс \| Телефонный код \| \| ---------------- \| --------------- \| -------------- \| \| Белое \| 68355 \| + 380 4843 \| \| Василевка \| 68323 \| + 380 4843 38 \| \| Вилково \| 68355 \| + 380 4843 \| \| Десантное \| 68341 \| + 380 4843 44 \| \| Дзинилор \| 68311 \| + 380 4843 30 \| \| Дмитровка \| 68330 \| + 380 4843 37 \| \| Килия \| 68300 - 68309 \| + 380 4843 \| \| Лески \| 68354 \| + 380 4843 35 \| \| Николаевка \| 68331 \| + 380 4843 33 \| \| Мирное \| 68340 \| + 380 4843 38 \| \| Новониколаевка \| 68342 \| + 380 4843 44 \| \| Новосёловка \| 68320 \| + 380 4843 35 \| \| Помазаны \| 68333 \| + 380 4843 37 \| \| Приморское \| 68350 - 68352 \| + 380 4843 34 \| \| Приозёрное \| 68312 \| + 380 4843 34 \| \| Старые Трояны \| 68310 \| + 380 4843 30 \| \| Трудовое \| 68331 \| + 380 4843 33 \| \| Фурмановка \| 68321 \| + 380 4843 38 \| \| Червоный Яр \| 68322 \| + 380 4843 30 \| \| Шевченково \| 68332 \| + 380 4843 37 \| |                 |                |
| Населённый пункт | Почтовый индекс | Телефонный код |
| Белое | 68355           | + 380 4843     |
| Василевка | 68323           | + 380 4843 38  |
| Вилково | 68355           | + 380 4843     |
| Десантное | 68341           | + 380 4843 44  |
| Дзинилор | 68311           | + 380 4843 30  |
| Дмитровка | 68330           | + 380 4843 37  |
| Килия | 68300 - 68309   | + 380 4843     |
| Лески | 68354           | + 380 4843 35  |
| Николаевка | 68331           | + 380 4843 33  |
| Мирное | 68340           | + 380 4843 38  |
| Новониколаевка | 68342           | + 380 4843 44  |
| Новосёловка | 68320           | + 380 4843 35  |
| Помазаны | 68333           | + 380 4843 37  |
| Приморское | 68350 - 68352   | + 380 4843 34  |
| Приозёрное | 68312           | + 380 4843 34  |
| Старые Трояны | 68310           | + 380 4843 30  |
| Трудовое | 68331           | + 380 4843 33  |
| Фурмановка | 68321           | + 380 4843 38  |
| Червоный Яр | 68322           | + 380 4843 30  |
| Шевченково | 68332           | + 380 4843 37  |

### Здравоохранение
В районе действует сеть из 19 лечебно-профилактических учреждений: Килийская центральная районная больница, Килийская районная поликлиника, Вилковская городская больница, Десантненская сельская участковая больница с амбулаторией ОПСМ, 6 сельских амбулаторий общей практики семейной медицины (в сёлах Шевченково, Фурмановка, Приморское, Приозёрное, Дмитровка и Старые Трояны), 9 фельдшерско-акушерских пунктов (Омарбия, Василевка, Помазаны, Трудовое, Мирное, Новониколаевка, Лески, Червоный Яр и Новосёловка) и городская врачебная амбулатория в посёлке Белое (о. Змеиный). Работают также 5 отделений скорой медицинской помощи, Килийская стоматологическая поликлиника и 2 детских дома. Стационарная медицинская помощь предоставляется лечебными учреждениями мощностью 315 коек (Килийской ЦРБ на 240 коек, Вилковский МЛ — 55 коек, Десантненское СДЛ — 20 коек). Обеспеченность койками составляет 57,0 на 10 000 жителей Килийщины. Мощность амбулаторно-поликлинических учреждений составляет в среднем 920 посещений в смену или 170 посещений на 10 тысяч населения района. Лечебно-профилактические учреждения района обслуживают 10 200 детей, 2,3 тысячи подростков и 44,6 тысячи взрослых. Медицинскую помощь населению района оказывают 94 врача и 289 средних медицинских работников. Обеспеченность врачами на 10 тыс. населения составляет 17,3 (среднерайонный по области 17,0), средним медперсоналом — 55,1 (среднерайонный по области 58,1). В сельских учреждениях здравоохранения работает 15 врачей — 16 % врачей района, и 57 средних медработников — 19,7 %.
| Медицинские учреждения |                                          |
| --- | ---------------------------------------- |
| \| Название учреждения \| Адрес \| \| ----------------------------------------------------- \| ---------------------------------------- \| \| Районная больница \| Город Килия, улица Кубышкина, 19 \| \| Районная поликлиника \| Город Килия, улица Перемогы, 67 \| \| Фельдшерско-акушерский пункт \| Город Килия, улица Л. Украинки, 112 \| \| Стоматологическая поликлиника \| Город Килия, улица Мира, 16 \| \| Санитарно-эпидемиологическая станция \| Город Килия, улица Мира, 29 \| \| Родильный дом \| Город Килия \| \| Городская больница \| Город Вилково, улица Ленина, 55 \| \| Поликлиника \| Город Вилково, улица 28 Червня, 40 \| \| Десантненская участковая больница с амбулаторией ЗПСМ \| Село Десантное, улица Школьная, 93 \| \| Сельская врачебная амбулатория \| Село Дмитровка, улица Калинина, 111-б \| \| Фельдшерско-акушерский пункт \| Село Лески, улица Ленина, 35 \| \| Фельдшерско-акушерский пункт \| Село Новониколаевка, улица Ленина \| \| Фельдшерско-акушерский пункт \| Село Новосёловка, улица Школьная, 7-а \| \| Ветеринарный участок \| Село Новоселівка, улица Ленина, 67-а \| \| Фельдшерско-акушерский пункт \| Село Помазаны, улица Ленина \| \| Амбулатория общей практики и семейной медицины \| Село Приморское, улица Школьная, 18 \| \| Амбулатория общей практики и семейной медицины \| Село Приозёрное, улица Килийская, 9 \| \| Амбулатория общей практики и семейной медицины \| Село Старые Трояны, улица 28 Червня, 54 \| \| Фельдшерско-акушерский пункт \| Село Трудовое, улица Ленина, 6 \| \| Сельская врачебная амбулатория \| Село Фурмановка, улица Тимошенко, 24 \| \| Фельдшерско-акушерский пункт \| Село Червоный Яр, улица Котовского, 3 \| \| Амбулатория общей практики и семейной медицины \| Село Шевченково, улица Чернышевского, 16 \| |                                          |
| Название учреждения | Адрес                                    |
| Районная больница | Город Килия, улица Кубышкина, 19         |
| Районная поликлиника | Город Килия, улица Перемогы, 67          |
| Фельдшерско-акушерский пункт | Город Килия, улица Л. Украинки, 112      |
| Стоматологическая поликлиника | Город Килия, улица Мира, 16              |
| Санитарно-эпидемиологическая станция | Город Килия, улица Мира, 29              |
| Родильный дом | Город Килия                              |
| Городская больница | Город Вилково, улица Ленина, 55          |
| Поликлиника | Город Вилково, улица 28 Червня, 40       |
| Десантненская участковая больница с амбулаторией ЗПСМ | Село Десантное, улица Школьная, 93       |
| Сельская врачебная амбулатория | Село Дмитровка, улица Калинина, 111-б    |
| Фельдшерско-акушерский пункт | Село Лески, улица Ленина, 35             |
| Фельдшерско-акушерский пункт | Село Новониколаевка, улица Ленина        |
| Фельдшерско-акушерский пункт | Село Новосёловка, улица Школьная, 7-а    |
| Ветеринарный участок | Село Новоселівка, улица Ленина, 67-а     |
| Фельдшерско-акушерский пункт | Село Помазаны, улица Ленина              |
| Амбулатория общей практики и семейной медицины | Село Приморское, улица Школьная, 18      |
| Амбулатория общей практики и семейной медицины | Село Приозёрное, улица Килийская, 9      |
| Амбулатория общей практики и семейной медицины | Село Старые Трояны, улица 28 Червня, 54  |
| Фельдшерско-акушерский пункт | Село Трудовое, улица Ленина, 6           |
| Сельская врачебная амбулатория | Село Фурмановка, улица Тимошенко, 24     |
| Фельдшерско-акушерский пункт | Село Червоный Яр, улица Котовского, 3    |
| Амбулатория общей практики и семейной медицины | Село Шевченково, улица Чернышевского, 16 |

### Образование
В районе функционируют 20 дошкольных, 6 внешкольных и 23 общеобразовательных учебных заведений, в том числе 8 в городских населённых пунктах и 15 в сельских. В летний период работает районное детское учреждение оздоровления и отдыха «Спутник». Общим средним образованием охвачено 6903 ученика, дошкольным — 1133 воспитанника (43 %от количества детей дошкольного возраста), внешкольным образованием охвачено 3321 воспитанника, расширено количество кружков и секций внешкольных заведений, работающих в сёлах.
Внешкольные и дошкольные учреждения. В сети 6 внешкольных учебных учреждений образования: Центр художественно-эстетического творчества, Центр научно-технического творчества, Килийская детско-юношеская спортивная школа, Вилковский дом творчества детей и юношества, Вилковская детско-юношеская спортивная школа и Детское учреждение оздоровления и отдыха детей.
| Внешкольные и дошкольные учреждения |                                         |
| --- | --------------------------------------- |
| \| Название заведения \| Адрес \| \| ------------------------------------------------------------------------------------------------- \| --------------------------------------- \| \| Детско-юношеская спортивная школа \| Город Килия, улица Гагарина, 73 \| \| Дом детского и юношеского творчества \| Город Килия, улица Мира, 42 \| \| Станция юных техников \| Город Килия, улица Мира, 42 \| \| Начальное художественное специализированное учебное заведение Килийская Детская музыкальная школа \| Город Килия, улица Дунайская, 35-а \| \| Дошкольное учебное заведение ясли-сад «Ромашка»[45] \| Город Килия, улица Белинського, 50 \| \| Дошкольное учебное заведение ясли-сад «Дельфін» \| Город Килия, улица Лермонтова, 23-а \| \| Дошкольное учебное заведение ясли-сад «Берізка»[46] \| Город Килия, улица Мира, 71 \| \| Дошкольное учебное заведение ясли-сад «Сонечко»[47] \| Город Килия, улица Короленко, 9 \| \| Детско-юношеская спортивная школа \| Город Вилково, улица В. Канал, 10-а \| \| Дом детского и юношеского творчества \| Город Вилково, улица Т. Повстання, 64 \| \| Дошкольное учебное заведение ясли-сад № 1 «Золота рибка»[48] \| Город Вилково, улица Кирова, 7 \| \| Дошкольное учебное заведение ясли-сад № 2 «Джерельце»[49] \| Город Вилково, улица Прикордонна, 5 \| \| Дошкольное учебное заведение ясли-сад «Сонечко» \| Село Десантное, улица Радянська \| \| Дошкольное учебное заведение ясли-сад «Сонечко» \| Село Дмитровка, улица Кирова, 6-а \| \| Дошкольное учебное заведение ясли-сад «Зірочка» \| Село Лески, улица Ленина, 74 \| \| Дошкольное учебное заведение ясли-сад «Колосок»[50] \| Село Мирное, улица Радянська, 28 \| \| Дошкольное учебное заведение ясли-сад «Сонечко»[51] \| Село Новосёловка, улица Школьная, 5 \| \| Дошкольное учебное заведение ясли-сад «Колосок» № 34 \| Село Приморское, улица Котовского, 7 \| \| Дошкольное учебное заведение ясли-сад «Пролісок»[52] \| Село Приозёрное, улица Родина, 56 \| \| Дошкольное учебное заведение ясли-сад «Пролісок»[53] \| Село Старые Трояны, улица Ленина, 78 \| \| Дошкольное учебное заведение ясли-сад «Буратіно»[54] \| Село Трудовое, улица Фрунзе \| \| Фурмановский детский ясли-сад «Берізка»[55] \| Село Фурмановка \| \| Дошкольное учебное заведение ясли-сад «Топольок»[56] \| Село Шевченково, улица М. А. Музыки, 93 \| |                                         |
| Название заведения | Адрес                                   |
| Детско-юношеская спортивная школа | Город Килия, улица Гагарина, 73         |
| Дом детского и юношеского творчества | Город Килия, улица Мира, 42             |
| Станция юных техников | Город Килия, улица Мира, 42             |
| Начальное художественное специализированное учебное заведение Килийская Детская музыкальная школа | Город Килия, улица Дунайская, 35-а      |
| Дошкольное учебное заведение ясли-сад «Ромашка» | Город Килия, улица Белинського, 50      |
| Дошкольное учебное заведение ясли-сад «Дельфін» | Город Килия, улица Лермонтова, 23-а     |
| Дошкольное учебное заведение ясли-сад «Берізка» | Город Килия, улица Мира, 71             |
| Дошкольное учебное заведение ясли-сад «Сонечко» | Город Килия, улица Короленко, 9         |
| Детско-юношеская спортивная школа | Город Вилково, улица В. Канал, 10-а     |
| Дом детского и юношеского творчества | Город Вилково, улица Т. Повстання, 64   |
| Дошкольное учебное заведение ясли-сад № 1 «Золота рибка» | Город Вилково, улица Кирова, 7          |
| Дошкольное учебное заведение ясли-сад № 2 «Джерельце» | Город Вилково, улица Прикордонна, 5     |
| Дошкольное учебное заведение ясли-сад «Сонечко» | Село Десантное, улица Радянська         |
| Дошкольное учебное заведение ясли-сад «Сонечко» | Село Дмитровка, улица Кирова, 6-а       |
| Дошкольное учебное заведение ясли-сад «Зірочка» | Село Лески, улица Ленина, 74            |
| Дошкольное учебное заведение ясли-сад «Колосок» | Село Мирное, улица Радянська, 28        |
| Дошкольное учебное заведение ясли-сад «Сонечко» | Село Новосёловка, улица Школьная, 5     |
| Дошкольное учебное заведение ясли-сад «Колосок» № 34 | Село Приморское, улица Котовского, 7    |
| Дошкольное учебное заведение ясли-сад «Пролісок» | Село Приозёрное, улица Родина, 56       |
| Дошкольное учебное заведение ясли-сад «Пролісок» | Село Старые Трояны, улица Ленина, 78    |
| Дошкольное учебное заведение ясли-сад «Буратіно» | Село Трудовое, улица Фрунзе             |
| Фурмановский детский ясли-сад «Берізка» | Село Фурмановка                         |
| Дошкольное учебное заведение ясли-сад «Топольок» | Село Шевченково, улица М. А. Музыки, 93 |

Общеобразовательные учебные заведения. Из числа общеобразовательных учебных заведений: учебно-воспитательный комплекс «Общеобразовательная школа I—III ступеней-лицей» — 3 заведения, учебно-воспитательный комплекс «Общеобразовательная школа I—III ступеней-гимназия» — 1, учебно-воспитательный комплекс «Общеобразовательная школа III ступеней-детский сад» — 3, общеобразовательные школы I—III ступеней — 13, и 3 общеобразовательные школы III степеней. Общее количество классов — 364.
С целью свободного развития культурного и духовного возрождения многонационального населения района оптимизирована сеть школ по языкам обучения в соответствии с национальным составом и потребностями жителей населённых пунктов. В 35 %(8) школах от общего количества язык обучения — украинский. В районе работают 13 школ с русским языком обучения. В местах компактного проживания национальных меньшинств функционируют 2 школы с молдавским (румынским) языком, также обеспечено изучение родного языка нацменьшинствами: 4 школы, где изучается несколько языков (молдавский, болгарский и гагаузский).
| Общеобразовательные учебные заведения |                                         |
| --- | --------------------------------------- |
| \| Название заведения \| Адрес \| \| ---------------------------------------------------------------------------------------------------------------- \| --------------------------------------- \| \| УВК «Килийская общеобразовательная школа-лицей № 1» \| Город Килия, улица Гагарина, 46 \| \| УВК общеобразовательная школа I-III ступеней № 2[58] \| Город Килия, улица Мира, 2 \| \| УВК общеобразовательная школа I-III степеней-лицей № 3[59] \| Город Килия, улица Киченко, 71 \| \| УВК общеобразовательная школа I-III ступеней-гимназия № 4[60] \| Город Килия, улица Вишнева, 62-а \| \| УВК «Килийская специализированная общеобразовательная школа-детский сад» № 5 \| Город Килия, улица Украинская, 108 \| \| Килийская общеобразовательная школа I-II степеней №6 \| Город Килия, улица Л. Украинки, 120 \| \| Килийская общеобразовательная школа-интернат I-II ступеней для детей сирот и детей, лишённых родительской заботы \| Город Килия, улица Челюскина, 10 \| \| Общеобразовательная школа № 1[61] \| Город Вилково, улица Ленина, 62 \| \| УВК Общеобразовательная школа І-ІІІ ступеней-лицей \| Город Вилково, улица Т. Повстання, 40 \| \| Общеобразовательная школа \| Село Десантное, улица Школьная \| \| Общеобразовательная школа \| Село Дмитровка, улица Ленина, 97-а \| \| Общеобразовательная школа І-ІІ ступеней[62] \| Село Лески, переулок Пионерский, 1 \| \| Общеобразовательная школа \| Село Мирное, улица Дружба, 33 \| \| Общеобразовательная школа[63] \| Село Новониколаевка, улица Ленина \| \| Общеобразовательная школа І-ІІІ ступеней \| Село Новосёловка, улица Школьная, 16 \| \| Общеобразовательная школа І-ІІІ ступеней \| Село Приморское, улица Морская, 81 \| \| Общеобразовательная школа І-ІІІ ступеней[64] \| Село Приозёрное, улица Школьная, 35 \| \| Общеобразовательная школа І-ІІІ ступеней[65] \| Село Старые Трояны, улица Ленина, 96 \| \| Общеобразовательная школа І-ІІІ ступеней \| Село Трудовое, улица Ушакова, 10 \| \| Общеобразовательная школа[66] \| Село Фурмановка, улица Школьная, 7 \| \| Общеобразовательная школа[67] \| Село Червоный Яр, улица Школьная, 28 \| \| Общеобразовательная школа І-ІІІ ступеней № 1[68] \| Село Шевченково, улица М. А. Музыки, 79 \| \| Общеобразовательная школа І-ІІІ ступеней № 2 \| Село Шевченково, улица 8 Березня, 3 \| |                                         |
| Название заведения | Адрес                                   |
| УВК «Килийская общеобразовательная школа-лицей № 1» | Город Килия, улица Гагарина, 46         |
| УВК общеобразовательная школа I-III ступеней № 2 | Город Килия, улица Мира, 2              |
| УВК общеобразовательная школа I-III степеней-лицей № 3 | Город Килия, улица Киченко, 71          |
| УВК общеобразовательная школа I-III ступеней-гимназия № 4 | Город Килия, улица Вишнева, 62-а        |
| УВК «Килийская специализированная общеобразовательная школа-детский сад» № 5 | Город Килия, улица Украинская, 108      |
| Килийская общеобразовательная школа I-II степеней №6 | Город Килия, улица Л. Украинки, 120     |
| Килийская общеобразовательная школа-интернат I-II ступеней для детей сирот и детей, лишённых родительской заботы | Город Килия, улица Челюскина, 10        |
| Общеобразовательная школа № 1 | Город Вилково, улица Ленина, 62         |
| УВК Общеобразовательная школа І-ІІІ ступеней-лицей | Город Вилково, улица Т. Повстання, 40   |
| Общеобразовательная школа | Село Десантное, улица Школьная          |
| Общеобразовательная школа | Село Дмитровка, улица Ленина, 97-а      |
| Общеобразовательная школа І-ІІ ступеней | Село Лески, переулок Пионерский, 1      |
| Общеобразовательная школа | Село Мирное, улица Дружба, 33           |
| Общеобразовательная школа | Село Новониколаевка, улица Ленина       |
| Общеобразовательная школа І-ІІІ ступеней | Село Новосёловка, улица Школьная, 16    |
| Общеобразовательная школа І-ІІІ ступеней | Село Приморское, улица Морская, 81      |
| Общеобразовательная школа І-ІІІ ступеней | Село Приозёрное, улица Школьная, 35     |
| Общеобразовательная школа І-ІІІ ступеней | Село Старые Трояны, улица Ленина, 96    |
| Общеобразовательная школа І-ІІІ ступеней | Село Трудовое, улица Ушакова, 10        |
| Общеобразовательная школа | Село Фурмановка, улица Школьная, 7      |
| Общеобразовательная школа | Село Червоный Яр, улица Школьная, 28    |
| Общеобразовательная школа І-ІІІ ступеней № 1 | Село Шевченково, улица М. А. Музыки, 79 |
| Общеобразовательная школа І-ІІІ ступеней № 2 | Село Шевченково, улица 8 Березня, 3     |

Высшие и средние специальные учебные заведения. Профессиональную подготовку осуществляют 2 профессионально-технических учебных заведения и 1 вуз. Обучение проводится по 7-ми специальностям и специализациям.

### Религия

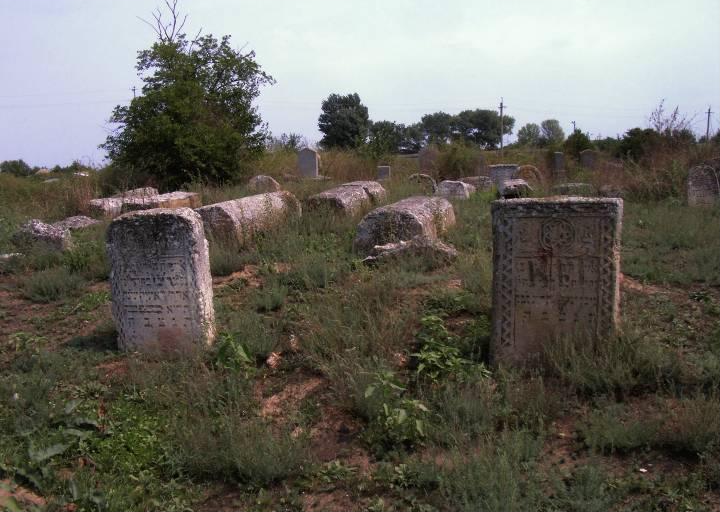
Старинное еврейское кладбище в городе Килия

По состоянию на начало 2011 года религиозная сеть Килийского района представлена 41 зарегистрированными религиозными организациями и 1 воскресной школой. Духовную работу в религиозных учреждениях осуществляют 44 священнослужителей. Большинство (21) религиозных организаций принадлежит к христианству, 20 — до нетрадиционных и новейших вероисповеданий. К Украинской православной церкви Московского патриархата входят 16 религиозных организаций, УПЦ Киевского патриархата — 5 общин, Церкви христиан веры евангельской — 5 заведения, Церкви евангельских христиан-баптистов — 9, Евангельских христиан — 4, Адвентистов седьмого дня — 1 и к Свидетелям Иеговы принадлежит 1 община верующих.
| \| Храм Успения Божией МатериКилия, на территории Килийской крепости \| \| Церковь была построена одновременно с крепостью во времена правления молдавского владетеля Штефана III (XV век), по проекту византийского архитектора и военного инженера Иоанна Приваны, предоставивший церкви некоторые черты Святой Софии Константинопольской. В течение 1825—1830 годов, невдалеке западного главного входа в церковь, была сооружена двухъярусная колокольня. 1947 год стал началом разрушения церкви. Сейчас от храма сохранились лишь остатки колокольни. \| \| Украинская православная церковь Свято-Николаевский храмГород Килия, улица Дунайская, 4 \| \| Первый православный храм в Килийском районе — Святого Иоанна, построенный византийцами ещё в 1077 году, однако в результате череды войн был разрушен турками-османами. При Стефане Великом, молдавском хозяева, на этом месте построен (1464—1476) большой полуподземный храм Святого Николая, архитектором его стал Иоанн Приваны. 9 мая 1479 храм был освящён в честь Святителя Николая Чудотворца. В 1891 году архитектор Семенчишин спроектировал для храма колокольню. В 1896 году, ко дню коронации российского императора Николая II, колокольня была построена и освящена. Молодой император подарил храму гамму колоколов, главный из которых весил 90 пудов. Свято-Николаевский храм сохранился до нашего времени и входит в перечень памятников мира международной культурной организации ЮНЕСКО. В ходе комплексного исследования Килийского храма Святого Николая на его территории в мае 2011 года были найдены вещи монументального искусства XVII века, ранее считавшиеся утерянными: Мраморная плита с разрешительной надписью хозяина Василия Лупу и гербом Молдавского княжества (изображение головы быка), которая украшала южный вход в храм в течение длительного времени со второй половины XVII века; Могильная мраморная плита зажиточного грека, который был похоронен на территории храма — XVII в.; Мраморная надгробная плита — тапанакар с надписью на древнеармянском языке — XVII век. \| \| Украинская православная церковь Свято -Покровский соборГород Килия, улица Гагарина, 94 \| \| В народе назывался — украинская церковь, был построен в течение 1822—1836 годов по проекту архитектора С. П. Мельникова (того самого, который спроектировал полукруглую площадь на Приморском бульваре возле Потемкинской лестницы). А в 1836 году собор освящён в честь праздника Покрова Пресвятой Богородицы. Новый собор возвели рядом со старым Покровским, который был перестроенной мусульманской мечетью султана Баязида II в 1484 году. После окончания строительства старый храм разобрали. В 1895 году к новому собору была пристроена колокольня, и в таком виде Покровский храм предстаёт перед нами сегодня. \| \| Украинская православная церковь Свято -Дмитриевский храмГород Килия, улица Будённого, 61 \| \| Строительство храма началось в 1898 году, а освящение состоялось 8 ноября 1908 в честь великомученика Димитрия Солунского. \| \| Российская православная староверческая церковь храм Покрова Пресвятой БогородицыМісто Кілія, вулиця Соловйова, 29 \| \| Наибольший старообрядческий храм в Одесской области. Первая старообрядческая Покровская церковь Килии была построена в 1846 году из самана (кирпичи из глины, замешанной с соломой, высушенные на солнце). Вокруг церкви сформировался старообрядческий район Килии. В течение 1912—1916 годов вокруг саманного церкви была построена новая и освящена в честь праздника Покрова Пресвятой Богородицы; старую разобрали и вынесли через дверь. Большую помощь в строительстве старообрядческого собора сделали еврейские коммерсанты — особенность многонациональной Килии. В 1929—1930 годах построили новую 51-метровую колокольню. Забор вокруг храмового двора был сооружён уже в советские времена — в 1953—1954 годах. Интересно, что в городе представители разных народов и конфессий не только не враждуют, но даже создали общие традиции. Так, 14 августа в старообрядческом храме освящают воду, а в украинском этого не делают, зато освящают цветы и ароматные травы. Украинцы после службы приходят к староверам за водой, а старообрядцы берут взамен цветы и травы. \| \| Церковь христиан адвентистов седьмого дняГород Килия, улица Квиткова, 15 \| \| Христианская церковь полного Евангелия «Церковь Прославления»Город Килия, улица Червоногвардийська, 24, квартира 40 \| \| Свидетели ИеговыГород Килия, улица Дунайская, 49, квартира 1 \| \| Церковь евангельских христиан-баптистовГород Килия, улица Лазо, 17 \| \| Церковь евангельских христиан-баптистовГород Килия, улица Киевская, 43 \| \| Церковь евангельских христиан-баптистовГород Килия, улица Киевская, 198 \| \| Часовня в честь Рождества ХристоваКилия, на пересечении улиц Ленина и П. Осипенко \| \| 6 октября 2002 года была освящена новая часовня в честь 2000-летия Рождества Христова. Часовня Рождества Христова построена по проекту часовни, ранее находившейся на Новобазарной площади и была возведена в честь 100-летия присоединения Бессарабии к Российской империи и освященная 16 мая 1912 года. \| \| Часовня в честь Успения Божией МатериКилия, в микрорайоне КСРЗ \| \| Часовня построена в 2007 году и освящена 28 августа того же года в честь Успения Божией Матери. \| \| Российская православная старообрядческая церковь храм Рождества Пресвятой БогородицыВилково \| \| Храм открыт и освящён в 1857 году. Колокольня храма много лет служила ориентиром для захода судов в устье Дуная и была занесена на все лоцманские карты. 26 сентября 1962 года храм был закрыт. Своё второе рождение храм пережил 12 сентября 1993. На его открытии присутствовал Митрополит Московский и Всея Руси Алимп. \| \| Российская православная старообрядческая церковь храм Святого Николая -ЧудотворцаВилково \| \| Фундамент храма заложен в 1907 году, однако строительство началось в 1911 году. 3 мая 1913 епископ Кирилл Одесский освятил храм. \| \| Украинская православная церковь Свято -Николаевский храмГород Вилково, улица Ленина, 29-а \| \| Храм построен на месте деревянного Свято-Николаевского храма, возведённого в 1825 году. 14 октября 1902 года храм освящён в честь Святого Николая Чудотворца. \| \| Церковь евангельских христиан-баптистовГород Вилково, улица Кирова, 53 \| \| Церковь евангельских христиан-баптистовГород Вилково, улица Матросова, 7 \| \| Свято —Архангело —Михайловский храмВасилевка \| \| Храм построен в 1863 году и освящён в честь Архистратига Михаила. \| \| Храм Покрова Пресвятой БогородицыСело Десантное, улица Школьная \| \| Храм построен в 1832 году и освящён в честь праздника Покрова Пресвятой Богородицы. \| \| Церковь евангельских христиан-баптистовСело Десантное, улица Одесская \| \| Христиане веры евангельскойСело Десантное, улица Героев Десантников \| \| Свято —Димитровский храмСело Дмитровка, улица Калинина, 111-в \| \| Заложен храм в 1850 году, а в 1860 году состоялось освящение храма в честь святого великомученика Димитрия Солунского. \| \| Церковь евангельских христиан-баптистовСело Дмитровка, улица Фрунзе \| \| УПЦ МП Свято-Пантелеймоновская церковьСело Лески, улица Ленина, 36-а \| \| Староверческий храм Преподобной ПараскевыМирное \| \| Храм Преподобной Параскевы был освящён в 1887 году. \| \| Свято —Архангело —Михайловский храмМирное \| \| Свято —Архангело —Михайловский храм был освящён 6 октября 1912 года. \| \| Свято —Георгиевский храм Украинской Православной церквиСело Новосёловка, улица Димитрова, 76-а \| \| Храм святого Георгия был освящён в 1914 году. \| \| Россейская православная старообрядческая церковь храм Казанской Божьей МатериСело Приморское, улица Ленина, 1 \| \| Храм построен в 1903 году и освящён в честь иконы Казанской Божьей Матери. Этот монументальный храм является одним из красивейших храмов в Килийском районе. \| \| УПЦ МП Храм Преподобной ПараскевыСело Приозёрное, улица Родина, 59 \| \| Храм Преподобной Параскевы был построен в 1816 году. Отдельно от храма в 1857 году сооружена каменная колокольня. \| \| Церковь евангельских христиан-баптистовСело Приозёрное, улица Фрунзе, 60 \| \| Церковь христиан веры евангельской «Мараната»Село Приозёрное, улица Ленина, 68 \| \| Свято —Троицкий храмСело Старые Трояны, улица Ленина, 96 \| \| 22 августа 1910 на месте старого деревянного храма начато строительство нового каменного, а 1 октября 1912 строительство было закончено. Храм освящён в день Пресвятой Троицы в её честь. \| \| Церковь евангельских христиан-баптистовСело Старые Трояны, улица С. Коваленко, 114 \| \| Свято —Николаевский храмСело Трудовое, улица Ленина, 1 \| \| В 1821 году состоялась закладка, а в 1831 году освящение храма в честь Святителя Николая Чудотворца. Впоследствии возникла необходимость в возведении нового храма. В 1896 году заложен первый камень в строительство храма Святого Николая. Это событие было приурочено к коронации русского царя Николая II 14 мая 1896 года. Благодаря пожертвованию царской семьи строительство храма в 1897 году было завершено. Храм освящён 19 декабря на честь Святителя Николая, архиепископа Мир Ликийских. В притворе храма находится табличка с надписью о том, что храм возведён в память коронации их императорского величества государя императора Николая и государыни императрицы Александры Фёдоровны. \| \| Свято —Димитровский храмСело Фурмановка, улица Тимошенко \| \| Построен каменный храм в 1896 году. 10 ноября того же года состоялось освящение храма в честь святого великомученика Димитрия Солунского. \| \| Церковь христиан адвентистов седьмого дняСело Фурмановка, улица Пионерская, 40 \| \| Христианская миссия милосердия и благотворительности «Жизнь»Село Фурмановка, улица Радянська \| \| Храм Рождества Пресвятой БогородицыСело Червоный Яр, улица Школьная, 23 \| \| Юго-христианская миссия милосердия и благотворительности «Жизнь»Село Шевченково, улица Тираспольская, 1-а \| \| Свято —Іоанно —Богословский храмСело Шевченково, улица Садова, 2 \| \| Храм начали строить в 1840 году неподалёку от места расположения разрушенной деревянной церкви Марии Магдалины (1822—1829). Строительство продолжалось 8 лет. 9 октября 1848 года храм освящён, что было приурочено ко дню Апостола и Евангелиста Иоанна Богослова. В 1891 году в храм пристроены пономарня и ризница. Первым её служителем был священник Иоанн Клодницкий. \| |
| Храм Успения Божией МатериКилия, на территории Килийской крепости |
| Церковь была построена одновременно с крепостью во времена правления молдавского владетеля Штефана III (XV век), по проекту византийского архитектора и военного инженера Иоанна Приваны, предоставивший церкви некоторые черты Святой Софии Константинопольской. В течение 1825—1830 годов, невдалеке западного главного входа в церковь, была сооружена двухъярусная колокольня. 1947 год стал началом разрушения церкви. Сейчас от храма сохранились лишь остатки колокольни. |
| Украинская православная церковь Свято-Николаевский храмГород Килия, улица Дунайская, 4 |
| Первый православный храм в Килийском районе — Святого Иоанна, построенный византийцами ещё в 1077 году, однако в результате череды войн был разрушен турками-османами. При Стефане Великом, молдавском хозяева, на этом месте построен (1464—1476) большой полуподземный храм Святого Николая, архитектором его стал Иоанн Приваны. 9 мая 1479 храм был освящён в честь Святителя Николая Чудотворца. В 1891 году архитектор Семенчишин спроектировал для храма колокольню. В 1896 году, ко дню коронации российского императора Николая II, колокольня была построена и освящена. Молодой император подарил храму гамму колоколов, главный из которых весил 90 пудов. Свято-Николаевский храм сохранился до нашего времени и входит в перечень памятников мира международной культурной организации ЮНЕСКО. В ходе комплексного исследования Килийского храма Святого Николая на его территории в мае 2011 года были найдены вещи монументального искусства XVII века, ранее считавшиеся утерянными: Мраморная плита с разрешительной надписью хозяина Василия Лупу и гербом Молдавского княжества (изображение головы быка), которая украшала южный вход в храм в течение длительного времени со второй половины XVII века; Могильная мраморная плита зажиточного грека, который был похоронен на территории храма — XVII в.; Мраморная надгробная плита — тапанакар с надписью на древнеармянском языке — XVII век. |
| Украинская православная церковь Свято -Покровский соборГород Килия, улица Гагарина, 94 |
| В народе назывался — украинская церковь, был построен в течение 1822—1836 годов по проекту архитектора С. П. Мельникова (того самого, который спроектировал полукруглую площадь на Приморском бульваре возле Потемкинской лестницы). А в 1836 году собор освящён в честь праздника Покрова Пресвятой Богородицы. Новый собор возвели рядом со старым Покровским, который был перестроенной мусульманской мечетью султана Баязида II в 1484 году. После окончания строительства старый храм разобрали. В 1895 году к новому собору была пристроена колокольня, и в таком виде Покровский храм предстаёт перед нами сегодня. |
| Украинская православная церковь Свято -Дмитриевский храмГород Килия, улица Будённого, 61 |
| Строительство храма началось в 1898 году, а освящение состоялось 8 ноября 1908 в честь великомученика Димитрия Солунского. |
| Российская православная староверческая церковь храм Покрова Пресвятой БогородицыМісто Кілія, вулиця Соловйова, 29 |
| Наибольший старообрядческий храм в Одесской области. Первая старообрядческая Покровская церковь Килии была построена в 1846 году из самана (кирпичи из глины, замешанной с соломой, высушенные на солнце). Вокруг церкви сформировался старообрядческий район Килии. В течение 1912—1916 годов вокруг саманного церкви была построена новая и освящена в честь праздника Покрова Пресвятой Богородицы; старую разобрали и вынесли через дверь. Большую помощь в строительстве старообрядческого собора сделали еврейские коммерсанты — особенность многонациональной Килии. В 1929—1930 годах построили новую 51-метровую колокольню. Забор вокруг храмового двора был сооружён уже в советские времена — в 1953—1954 годах. Интересно, что в городе представители разных народов и конфессий не только не враждуют, но даже создали общие традиции. Так, 14 августа в старообрядческом храме освящают воду, а в украинском этого не делают, зато освящают цветы и ароматные травы. Украинцы после службы приходят к староверам за водой, а старообрядцы берут взамен цветы и травы. |
| Церковь христиан адвентистов седьмого дняГород Килия, улица Квиткова, 15 |
| Христианская церковь полного Евангелия «Церковь Прославления»Город Килия, улица Червоногвардийська, 24, квартира 40 |
| Свидетели ИеговыГород Килия, улица Дунайская, 49, квартира 1 |
| Церковь евангельских христиан-баптистовГород Килия, улица Лазо, 17 |
| Церковь евангельских христиан-баптистовГород Килия, улица Киевская, 43 |
| Церковь евангельских христиан-баптистовГород Килия, улица Киевская, 198 |
| Часовня в честь Рождества ХристоваКилия, на пересечении улиц Ленина и П. Осипенко |
| 6 октября 2002 года была освящена новая часовня в честь 2000-летия Рождества Христова. Часовня Рождества Христова построена по проекту часовни, ранее находившейся на Новобазарной площади и была возведена в честь 100-летия присоединения Бессарабии к Российской империи и освященная 16 мая 1912 года. |
| Часовня в честь Успения Божией МатериКилия, в микрорайоне КСРЗ |
| Часовня построена в 2007 году и освящена 28 августа того же года в честь Успения Божией Матери. |
| Российская православная старообрядческая церковь храм Рождества Пресвятой БогородицыВилково |
| Храм открыт и освящён в 1857 году. Колокольня храма много лет служила ориентиром для захода судов в устье Дуная и была занесена на все лоцманские карты. 26 сентября 1962 года храм был закрыт. Своё второе рождение храм пережил 12 сентября 1993. На его открытии присутствовал Митрополит Московский и Всея Руси Алимп. |
| Российская православная старообрядческая церковь храм Святого Николая -ЧудотворцаВилково |
| Фундамент храма заложен в 1907 году, однако строительство началось в 1911 году. 3 мая 1913 епископ Кирилл Одесский освятил храм. |
| Украинская православная церковь Свято -Николаевский храмГород Вилково, улица Ленина, 29-а |
| Храм построен на месте деревянного Свято-Николаевского храма, возведённого в 1825 году. 14 октября 1902 года храм освящён в честь Святого Николая Чудотворца. |
| Церковь евангельских христиан-баптистовГород Вилково, улица Кирова, 53 |
| Церковь евангельских христиан-баптистовГород Вилково, улица Матросова, 7 |
| Свято —Архангело —Михайловский храмВасилевка |
| Храм построен в 1863 году и освящён в честь Архистратига Михаила. |
| Храм Покрова Пресвятой БогородицыСело Десантное, улица Школьная |
| Храм построен в 1832 году и освящён в честь праздника Покрова Пресвятой Богородицы. |
| Церковь евангельских христиан-баптистовСело Десантное, улица Одесская |
| Христиане веры евангельскойСело Десантное, улица Героев Десантников |
| Свято —Димитровский храмСело Дмитровка, улица Калинина, 111-в |
| Заложен храм в 1850 году, а в 1860 году состоялось освящение храма в честь святого великомученика Димитрия Солунского. |
| Церковь евангельских христиан-баптистовСело Дмитровка, улица Фрунзе |
| УПЦ МП Свято-Пантелеймоновская церковьСело Лески, улица Ленина, 36-а |
| Староверческий храм Преподобной ПараскевыМирное |
| Храм Преподобной Параскевы был освящён в 1887 году. |
| Свято —Архангело —Михайловский храмМирное |
| Свято —Архангело —Михайловский храм был освящён 6 октября 1912 года. |
| Свято —Георгиевский храм Украинской Православной церквиСело Новосёловка, улица Димитрова, 76-а |
| Храм святого Георгия был освящён в 1914 году. |
| Россейская православная старообрядческая церковь храм Казанской Божьей МатериСело Приморское, улица Ленина, 1 |
| Храм построен в 1903 году и освящён в честь иконы Казанской Божьей Матери. Этот монументальный храм является одним из красивейших храмов в Килийском районе. |
| УПЦ МП Храм Преподобной ПараскевыСело Приозёрное, улица Родина, 59 |
| Храм Преподобной Параскевы был построен в 1816 году. Отдельно от храма в 1857 году сооружена каменная колокольня. |
| Церковь евангельских христиан-баптистовСело Приозёрное, улица Фрунзе, 60 |
| Церковь христиан веры евангельской «Мараната»Село Приозёрное, улица Ленина, 68 |
| Свято —Троицкий храмСело Старые Трояны, улица Ленина, 96 |
| 22 августа 1910 на месте старого деревянного храма начато строительство нового каменного, а 1 октября 1912 строительство было закончено. Храм освящён в день Пресвятой Троицы в её честь. |
| Церковь евангельских христиан-баптистовСело Старые Трояны, улица С. Коваленко, 114 |
| Свято —Николаевский храмСело Трудовое, улица Ленина, 1 |
| В 1821 году состоялась закладка, а в 1831 году освящение храма в честь Святителя Николая Чудотворца. Впоследствии возникла необходимость в возведении нового храма. В 1896 году заложен первый камень в строительство храма Святого Николая. Это событие было приурочено к коронации русского царя Николая II 14 мая 1896 года. Благодаря пожертвованию царской семьи строительство храма в 1897 году было завершено. Храм освящён 19 декабря на честь Святителя Николая, архиепископа Мир Ликийских. В притворе храма находится табличка с надписью о том, что храм возведён в память коронации их императорского величества государя императора Николая и государыни императрицы Александры Фёдоровны. |
| Свято —Димитровский храмСело Фурмановка, улица Тимошенко |
| Построен каменный храм в 1896 году. 10 ноября того же года состоялось освящение храма в честь святого великомученика Димитрия Солунского. |
| Церковь христиан адвентистов седьмого дняСело Фурмановка, улица Пионерская, 40 |
| Христианская миссия милосердия и благотворительности «Жизнь»Село Фурмановка, улица Радянська |
| Храм Рождества Пресвятой БогородицыСело Червоный Яр, улица Школьная, 23 |
| Юго-христианская миссия милосердия и благотворительности «Жизнь»Село Шевченково, улица Тираспольская, 1-а |
| Свято —Іоанно —Богословский храмСело Шевченково, улица Садова, 2 |
| Храм начали строить в 1840 году неподалёку от места расположения разрушенной деревянной церкви Марии Магдалины (1822—1829). Строительство продолжалось 8 лет. 9 октября 1848 года храм освящён, что было приурочено ко дню Апостола и Евангелиста Иоанна Богослова. В 1891 году в храм пристроены пономарня и ризница. Первым её служителем был священник Иоанн Клодницкий. |

### Культура
В Килийском районе функционируют 21 клубных учреждений (4 клуба и 17 домов культуры), 24 библиотеки, Килийская детская музыкальная школа, имеющая филиалы по населённым пунктам района, 4 музея, в том числе историко-краеведческий музей, а также Килийский центр культуры и искусств «Скиф». С 60 любительских коллективов 10 имеют звание «народные». Численность работающих в сфере культуры составляет — 212 человек.
Книжный фонд центральной библиотечной системы составляет около 437,3 тысяч экземпляров. Значительную работу по накоплению знаний с истории, этнографии, культуры района сделал директор историко-краеведческого музея Б. А. Райнов.
Активную работу по сохранению национальной культуры проводят четыре объединения национально-культурных меньшинств: Ассоциация цыган г. Килии и района, Клийское районное молдавское общество «Лучаферул», районное национально-культурное общество старообрядцев липован «Киевская Русь» и районное болгарское культурно-образовательное объединение «Късмет», которые имеют целью возрождения национально-культурных традиций своих народов. Так, Ассоциация ромов Килийского района открыла ромскую школу, основной целью которой является обеспечение цыганам, проживающих на территории города и района, возможности изучения родного языка, литературы, истории, освоение национальных, культурных ценностей и народных традиций. Основной целью общества «Късмет» является удовлетворение национально-культурных потребностей в деле возрождения болгарского языка, культуры, истории, традиций и обычаев болгар, защиту своих законных социальных, экономических, творческих, спортивных и других интересов. Целью же районного молдавского общества «Лучаферул» является сохранение национальной идентичности и формирования национального сознания украинских молдаван, налаживание межэтнического взаимодействия, сохранения мира и согласия в стране.
| Учреждения культуры и искусства |                                           |
| --- | ----------------------------------------- |
| \| Название учреждения \| Адрес \| \| ------------------------------------ \| ----------------------------------------- \| \| Городской Дом культуры №1 \| Город Килия, улица Мира, 57 \| \| Городской Дом культуры №2 \| Город Килия, улица Маяки, 120 \| \| Клуб на посёлке Омарбия \| Город Килия, улица Л. Украинки, 155 \| \| Районный Дом культуры \| Город Килия, улица Гагарина, 23 \| \| Районный музей истории и краеведения \| Город Килия, улица Мира \| \| Городской Дом культуры \| Город Вилково, улица Ленина, 11 \| \| Сельский Дом культуры \| Село Десантное, улица Школьная \| \| Сельский Дом культуры \| Село Дмитровка, улица Калинина,111-а \| \| Сельская библиотека \| Село Лески, улица Ленина, 41 \| \| Сельский Дом культуры \| Село Лески, улица Ленина, 37 \| \| Сельский Дом культуры \| Село Мирное, переулок Першотравневый, 15 \| \| Клуб \| Село Новониколаевка, улица Ленина \| \| Сельский Дом культуры \| Село Новосёловка, улица Ленина, 58 \| \| Клуб \| Село Помазаны, улица Ленина \| \| Сельский Дом культуры \| Село Приморское, улица Ленина, 33 \| \| Сельский Дом культуры \| Село Приозёрное, улица Родина, 67 \| \| Сельский Дом культуры \| Село Старые Трояны, улица Ленина, 78 \| \| Сельская библиотека \| Село Старые Трояны, улица Ленина, 71 \| \| Сельский Дом культуры \| Село Трудовое, улица Ленина, 6 \| \| Сельский Дом культуры \| Село Фурмановка, улица Кирова, 1 \| \| Сельский Дом культуры \| Село Червоный Яр, улица Комсомольская, 25 \| \| Сельская библиотека \| Село Червоный Яр, улица Школьная, 24 \| \| Сельская библиотека \| Село Шевченково, улица Дунайская, 1 \| \| Сельский Дом культуры \| Село Шевченково, улица М. А. Музыки, 83 \| |                                           |
| Название учреждения | Адрес                                     |
| Городской Дом культуры №1 | Город Килия, улица Мира, 57               |
| Городской Дом культуры №2 | Город Килия, улица Маяки, 120             |
| Клуб на посёлке Омарбия | Город Килия, улица Л. Украинки, 155       |
| Районный Дом культуры | Город Килия, улица Гагарина, 23           |
| Районный музей истории и краеведения | Город Килия, улица Мира                   |
| Городской Дом культуры | Город Вилково, улица Ленина, 11           |
| Сельский Дом культуры | Село Десантное, улица Школьная            |
| Сельский Дом культуры | Село Дмитровка, улица Калинина,111-а      |
| Сельская библиотека | Село Лески, улица Ленина, 41              |
| Сельский Дом культуры | Село Лески, улица Ленина, 37              |
| Сельский Дом культуры | Село Мирное, переулок Першотравневый, 15  |
| Клуб | Село Новониколаевка, улица Ленина         |
| Сельский Дом культуры | Село Новосёловка, улица Ленина, 58        |
| Клуб | Село Помазаны, улица Ленина               |
| Сельский Дом культуры | Село Приморское, улица Ленина, 33         |
| Сельский Дом культуры | Село Приозёрное, улица Родина, 67         |
| Сельский Дом культуры | Село Старые Трояны, улица Ленина, 78      |
| Сельская библиотека | Село Старые Трояны, улица Ленина, 71      |
| Сельский Дом культуры | Село Трудовое, улица Ленина, 6            |
| Сельский Дом культуры | Село Фурмановка, улица Кирова, 1          |
| Сельский Дом культуры | Село Червоный Яр, улица Комсомольская, 25 |
| Сельская библиотека | Село Червоный Яр, улица Школьная, 24      |
| Сельская библиотека | Село Шевченково, улица Дунайская, 1       |
| Сельский Дом культуры | Село Шевченково, улица М. А. Музыки, 83   |

Под охраной находится 105 памятников Килийского района: 31 — градостроительства и архитектуры, 6 — археологии, 7 — истории и 37 — монументального искусства. В городах Килия и Вилково и сёлах Шевченково и Дмитровка расположены 6 парков и 5 фонтанов.
Памятники истории и культуры Килийского района

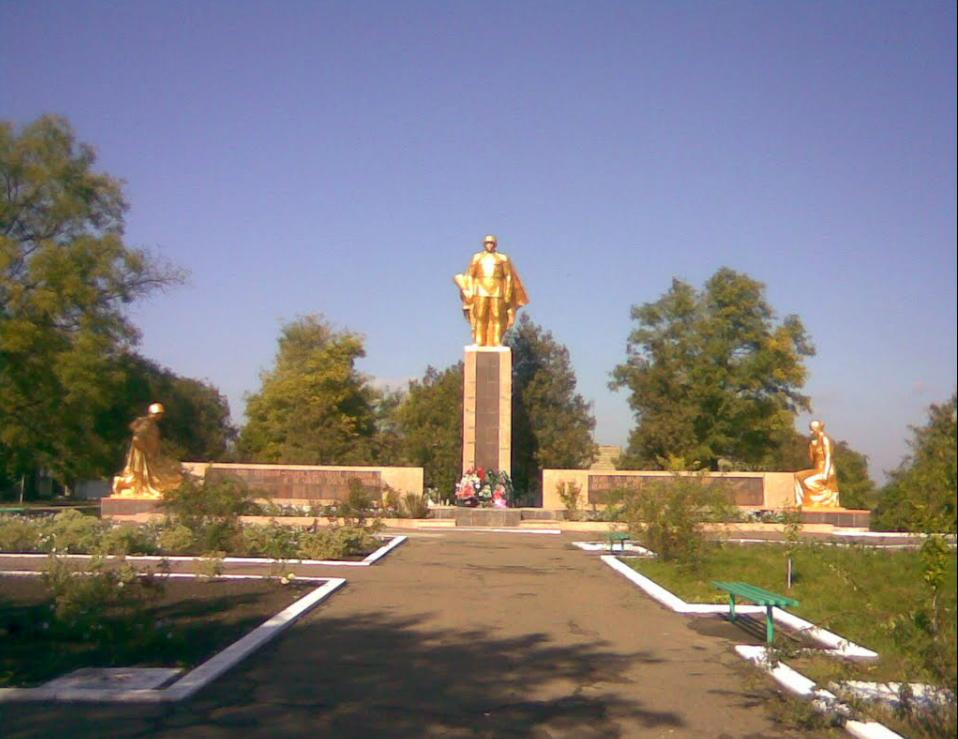
Мемориальный комплекс «Павшим в Отечественной войне» и Вечный огонь (Шевченково)
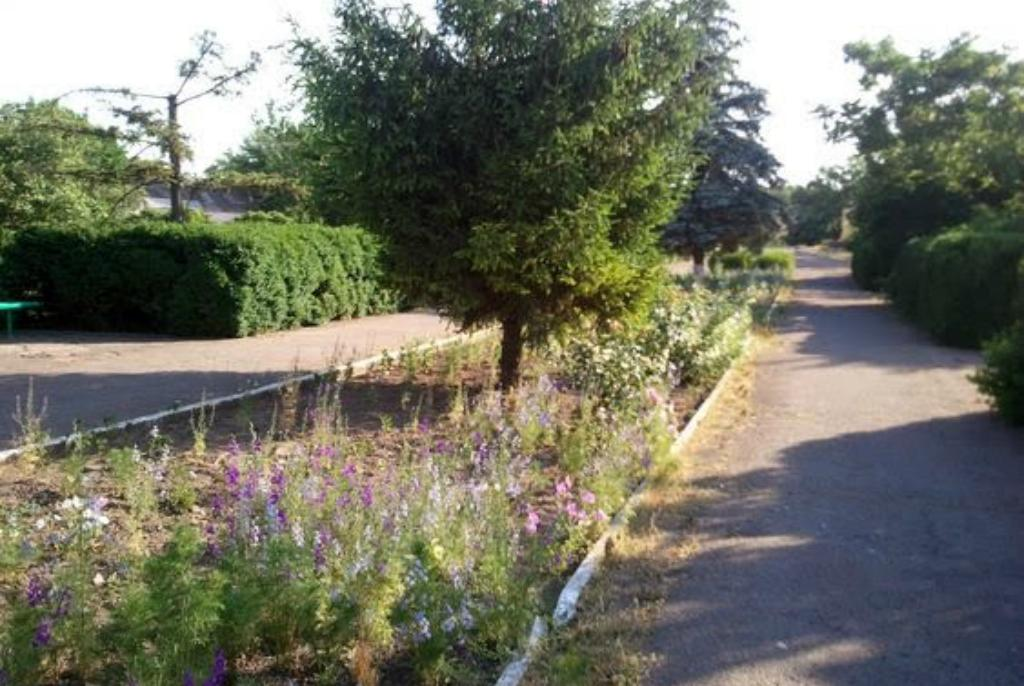
Шевченковский парк
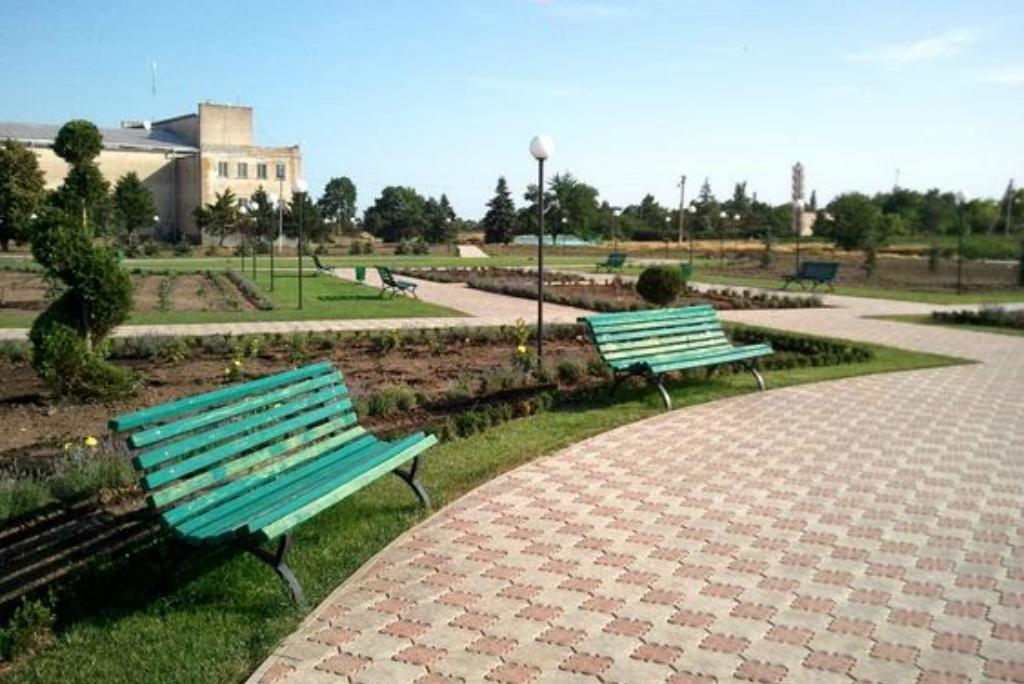
Парк развлечений

### Физическая культура и спорт
В Килийском районе функционирует районный спортивный комплекс «Дунаец», 2 ДЮСШ, в которых работает 44 тренера. Физкультурной и спортивной деятельностью в этих заведениях охвачено 1114 воспитанников. Воспитанники ДЮСШ принимают участие в международных соревнованиях по футболу, баскетболу, в первенстве Европы и Чемпионате мира. Неоднократно занимали призовые места в различных соревнованиях команды баскетболистов и борцов Килийского ДЮСШ.
Приумножают славу Килийского района гребцы Вилковской ДЮСШ, которая 1 сентября 2011 года отпраздновала 20-летний юбилей и победу пятерых выпускников Вилковской ДЮСШ в Чемпионате Украины среди взрослых. Среди воспитанников — заслуженный мастер спорта, 2 мастера спорта международного класса, 13 мастеров и более ста кандидатов в мастера: Алексей Калинович Голубов, получивший в 2011 году звание заслуженного тренера Украины; двукратный бронзовый призёр мировых первенств, чемпион Европы Михаил Лучник, который в составе сборной Украины стал чемпионом мира; двукратный бронзовый призёр Чемпионата Европы 2011 года, финалист континентального мундиаля Александр Голубов; финалист Чемпионата Европы Григорий Будниченко; Василий Зельниченко, финишировавший шестым на Первых юношеских Олимпийских играх в Сингапуре; и ставший вторым на первенстве континента, Николай Кремер, имя которого хранится на пьедесталах почёта мировых и континентальных чемпионатов и др.
С целью дальнейшего развития физической культуры и спорта, а также приоритетных видов спорта, таких как баскетбол, футбол, волейбол, настольный теннис, шахматы, шашки, гребля на байдарках и каноэ, вольная борьба, художественная гимнастика, армреслинг, в районе действуют соответствующие программы, которыми ежегодно предусматривается в районном бюджете финансирование спортивных мероприятий. При привлечении детей к занятиям физической культурой и спортом особое внимание уделяется детям с девиантным поведением, находящихся на учёте в службе по делам детей. Постоянно проводятся первенства района по вольной борьбе, футболу и мини-футболу, шахматам и шашкам, по волейболу, настольному теннису, по гребле на байдарках и каноэ, и баскетбола. Команды района по футболу «Давос» и «Килиец» принимают участие в первенстве Одесской области.

### Туризм и рекреация
Разнообразие флоры и фауны дельты Дуная, уникальность города Вилково, богатая и интересная история одного из старейших городов Украины Килии, пологое широкое песчаное побережье Чёрного моря в рекреационной зоне села Приморское и остров Змеиный создают предпосылки для развития в районе различных видов туризма, в частности лечебно-оздоровительного, зелёного (сельского), исторического, экологического и круизного. Благодаря уникальности расположения острова Змеиный, интересном подводном ландшафте, растительного и животного мира Чёрного моря, активно развивается дайвинг.
Услуги экологического туризма в районе предоставляются Дунайским биосферным заповедником, который вместе с ОАО «Вилково-Пеликан-Тур», ПТП «Вилково-Тур», ООО «Саликс», ОАО «УДП», ООО Тукало и другими субъектами предпринимательств. Местные туристические фирмы сотрудничают с туристической фирмой «Транскруиз» г. Измаил, организовуящая мероприятия круизных кораблей в дельте Дуная для иностранных туристов с посещением города Вилково. В районе разработаны интересные туристические маршруты, в частности в городе Вилково и дельте Дуная предлагаются 18 видов туров, среди которых самые популярные: «Нулевой километр» — посещение памятного знака в месте впадения Дуная в Чёрное море; «Город на воде» — экскурсия по каналам Вилкова; «Венок Дуная» включает дегустацию местного вина; «Лесное озеро» и «Граница Евросоюза».
Активно развивается сельский (зелёный) туризм. Приобретают туристического спроса посещение частных усадеб, принимающих туристов и отдыхающих и предоставляющие услуги экскурсии дельтой Дуная, и рыболовства: агроусадьба Семибратьева Н. И. (остров Белгородский, устье Белгородское), агроусадьба Семеновой Н. Н. (г. Вилково, ул. Приморская № 45/Б), агроусадьба Тодоровой Н. Х. (г. Вилково, ул. Приморская № 44/Б). Ежегодно количество туристов, посетивших Вилково и дельту Дуная, достигает более 25 тыс. человек, из них более 6 тыс. — иностранцы.
В период активного туристического сезона (июнь-август) значительное количество туристов, посещающих дельту Дуная, отдыхают на побережье Чёрного моря в рекреационной зоне села Приморское, где работают 87 баз отдыха и 4 детских оздоровительных лагеря, в которых единовременно можно разместить до 7 тыс. отдыхающих.
С целью продвижения туристического продукта в городе Вилково создана общественная организация «Придунайский информационно-туристический центр», который представляющая туризм по всему Придунавью.
Килийским районным историко-краеведческим музеем в музеях и по городам региона устраиваются экскурсии по туристическим маршрутам — «Килия историческая», «Жемчужина Килии», «Килия литературная». В городе Вилково действует частный краеведческий музей А. Шаронова, который включает значительное картинную галерею современной живописи и искусства.
| \| Нулевой километрВ 10 километрах к востоку от города Вилково \| \| Расположенный на Делюковой косе при впадении Дуная (Анкудиново устье) в Чёрное море. Расстояния по Дунаю, в отличие от других рек мира, указывается от начала устья. А всё потому, что в Шварцвальде, у истоков реки, не смогли договориться — какой из трёх ручьев является началом Дуная. Остановка на нулевом километре — отличная возможность увидеть место, где река связывает воедино десять стран: Украину, Румынию, Молдавию, Болгарию, Сербии, Хорватию, Венгрию, Словакию, Австрию и Германии, одновременно заканчивается (впадает в море) и начинается 0 км. Аналогичный знак был установлен ещё в XIX векк в устье Сулинского рукава Дуная под руководством сэра Чарльза Августуса Хартли (главного инженера Европейской Дунайской комиссии 1856—1872 гг.), который в 1870-х годах создал проект модернизации Одесского порта, участвовал в проектировании Суэцкого канала. \| \| Остров ЗмеиныйВ 35 километрах к востоку от черноморского побережья дельты Дуная \| \| Согласно древнегреческой легенде, остров подняла со дна моря богиня Фетида для своего сына Ахиллеса. Первое упоминание о Змеином встречается в источниках конца VII века до н. э., где называется островом Левка (Белая). Остров упоминается в записях Овидия, Страбона и Геродота. На о. Змеином был сооружён, а позже разрушен, храм Ахиллеса. Руины храма (квадратное сооружение со сторонами около 30 метров) были найдены и описаны в 1823 году, а в 1843 году значительная часть строительных материалов от этих руин была использована для строительства на острове маяка. Со времён Средневековья остров принадлежал Турции. 3 (14) июля 1788 года возле острова, называвшийся тогда Фидониси, состоялась морское сражение, в котором российский флот одержал победу. После победы Российской империи в Русско-турецкой войне 1828—1829 годов Змеиный отошёл к России. По дипломатическом соглашении, подписанным Николаем Шутовым (от СССР) и Эдуардом Мезинческу (от Румынии), остров Змеиный 23 мая 1948 года перешёл в состав СССР. В 2002 году Кабинет Министров Украины утвердил программу хозяйственной деятельности на о. Змеином 2006 года. В рамках программы остров вошёл в состав Килийского района Одесской области. На острове был сооружён причал для судов с оседанием до 8 метров, волнорез, несколько хозяйственных построек, и высажены деревья. В перспективе запланировано открытие туристического и дайвинг- центров, а также создание регулярного паромного сообщения с Килией. В начале 2007 года расположенный на острове жилой комплекс получил официальный статус посёлка (Белого) в составе Килийского района. \| \| Украинская ВенецияВилково \| \| Город, где сливаются воды Дуная и Чёрного моря, в народе прозывается «Украинской Венецией», городом каналов и лодок, рыбаков и виноделов. Город Вилково расположен прямо у моря на границе с Румынией. Город разделен на новую и старую часть. Необычность города Вилково в том, что старая часть города расположена на воде. Вместо улиц там каналы, по которым перемещаются, в основном, на своеобразных украинских «гондолах» и моторных лодках. \| \| Охотничьи и рыболовные угодья КилийщиныВилково \| \| К основным таким местам относятся река Дунай и Дунайский биосферный заповедник с Стенцовско-Жебрияновскими плавнями, озеро Китай, лиман Сасик и множество каналов и других водоёмов. \| \| Курортно-развлекательная зонаВ 2 километрах восточнее села Приморское \| \| Протяженность зоны около 6 километров. \| |
| Нулевой километрВ 10 километрах к востоку от города Вилково |
| Расположенный на Делюковой косе при впадении Дуная (Анкудиново устье) в Чёрное море. Расстояния по Дунаю, в отличие от других рек мира, указывается от начала устья. А всё потому, что в Шварцвальде, у истоков реки, не смогли договориться — какой из трёх ручьев является началом Дуная. Остановка на нулевом километре — отличная возможность увидеть место, где река связывает воедино десять стран: Украину, Румынию, Молдавию, Болгарию, Сербии, Хорватию, Венгрию, Словакию, Австрию и Германии, одновременно заканчивается (впадает в море) и начинается 0 км. Аналогичный знак был установлен ещё в XIX векк в устье Сулинского рукава Дуная под руководством сэра Чарльза Августуса Хартли (главного инженера Европейской Дунайской комиссии 1856—1872 гг.), который в 1870-х годах создал проект модернизации Одесского порта, участвовал в проектировании Суэцкого канала. |
| Остров ЗмеиныйВ 35 километрах к востоку от черноморского побережья дельты Дуная |
| Согласно древнегреческой легенде, остров подняла со дна моря богиня Фетида для своего сына Ахиллеса. Первое упоминание о Змеином встречается в источниках конца VII века до н. э., где называется островом Левка (Белая). Остров упоминается в записях Овидия, Страбона и Геродота. На о. Змеином был сооружён, а позже разрушен, храм Ахиллеса. Руины храма (квадратное сооружение со сторонами около 30 метров) были найдены и описаны в 1823 году, а в 1843 году значительная часть строительных материалов от этих руин была использована для строительства на острове маяка. Со времён Средневековья остров принадлежал Турции. 3 (14) июля 1788 года возле острова, называвшийся тогда Фидониси, состоялась морское сражение, в котором российский флот одержал победу. После победы Российской империи в Русско-турецкой войне 1828—1829 годов Змеиный отошёл к России. По дипломатическом соглашении, подписанным Николаем Шутовым (от СССР) и Эдуардом Мезинческу (от Румынии), остров Змеиный 23 мая 1948 года перешёл в состав СССР. В 2002 году Кабинет Министров Украины утвердил программу хозяйственной деятельности на о. Змеином 2006 года. В рамках программы остров вошёл в состав Килийского района Одесской области. На острове был сооружён причал для судов с оседанием до 8 метров, волнорез, несколько хозяйственных построек, и высажены деревья. В перспективе запланировано открытие туристического и дайвинг- центров, а также создание регулярного паромного сообщения с Килией. В начале 2007 года расположенный на острове жилой комплекс получил официальный статус посёлка (Белого) в составе Килийского района. |
| Украинская ВенецияВилково |
| Город, где сливаются воды Дуная и Чёрного моря, в народе прозывается «Украинской Венецией», городом каналов и лодок, рыбаков и виноделов. Город Вилково расположен прямо у моря на границе с Румынией. Город разделен на новую и старую часть. Необычность города Вилково в том, что старая часть города расположена на воде. Вместо улиц там каналы, по которым перемещаются, в основном, на своеобразных украинских «гондолах» и моторных лодках. |
| Охотничьи и рыболовные угодья КилийщиныВилково |
| К основным таким местам относятся река Дунай и Дунайский биосферный заповедник с Стенцовско-Жебрияновскими плавнями, озеро Китай, лиман Сасик и множество каналов и других водоёмов. |
| Курортно-развлекательная зонаВ 2 километрах восточнее села Приморское |
| Протяженность зоны около 6 километров. |

### Благоустройство
Подавляющее большинство населённых пунктов района обеспечены питьевой водой. Почти всю пресную воду Килийщины даёт река Дунай. Часть сел района и города Килии подключены к Килийскому групповому водопроводу. Централизованным водоснабжением охвачено 37 % сельских населённых пунктов. Большая доля населения района пользуется привозной водой. Также в районе насчитывается около 600 артезианских скважин и шахтных колодцев.